# Seznam světového dědictví v Latinské Americe a Karibiku, M–V
Toto je seznam Světového kulturního a přírodního dědictví UNESCO v Latinské Americe a Karibiku.
Pro obsáhlost je Seznam světového kulturního a přírodního dědictví v Latinské Americe a Karibiku rozdělen do dvou částí seřazených abecedně podle států, které zařazení lokality do Seznamu navrhly.
U každé položky je uveden český název, oficiální anglický název dle seznamu UNESCO, stručná charakteristika a odkaz na základní zdůvodnění zápisu dle UNESCO. Číslo v odkazu je současně číslo, pod kterým je lokalita vedena v Seznamu. Položky seznamu u jednotlivých zemí jsou řazeny podle roku zápisu do Seznamu. Tato část obsahuje státy od Mexika po Venezuelu. Následující přehled památek je aktuální k datu 26. 7. 2025.

## Mexiko

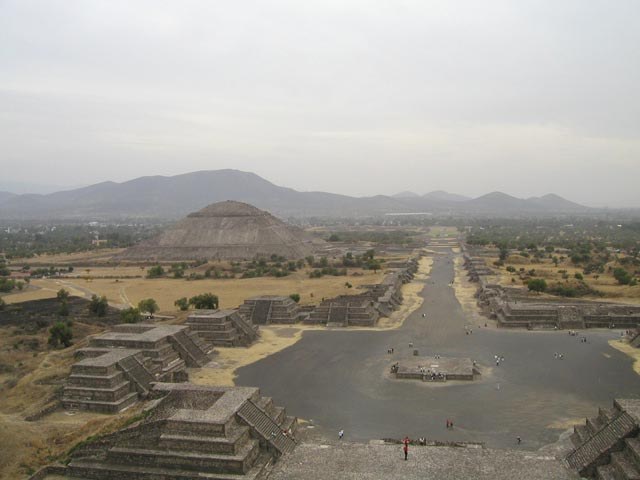
Teotihuacan

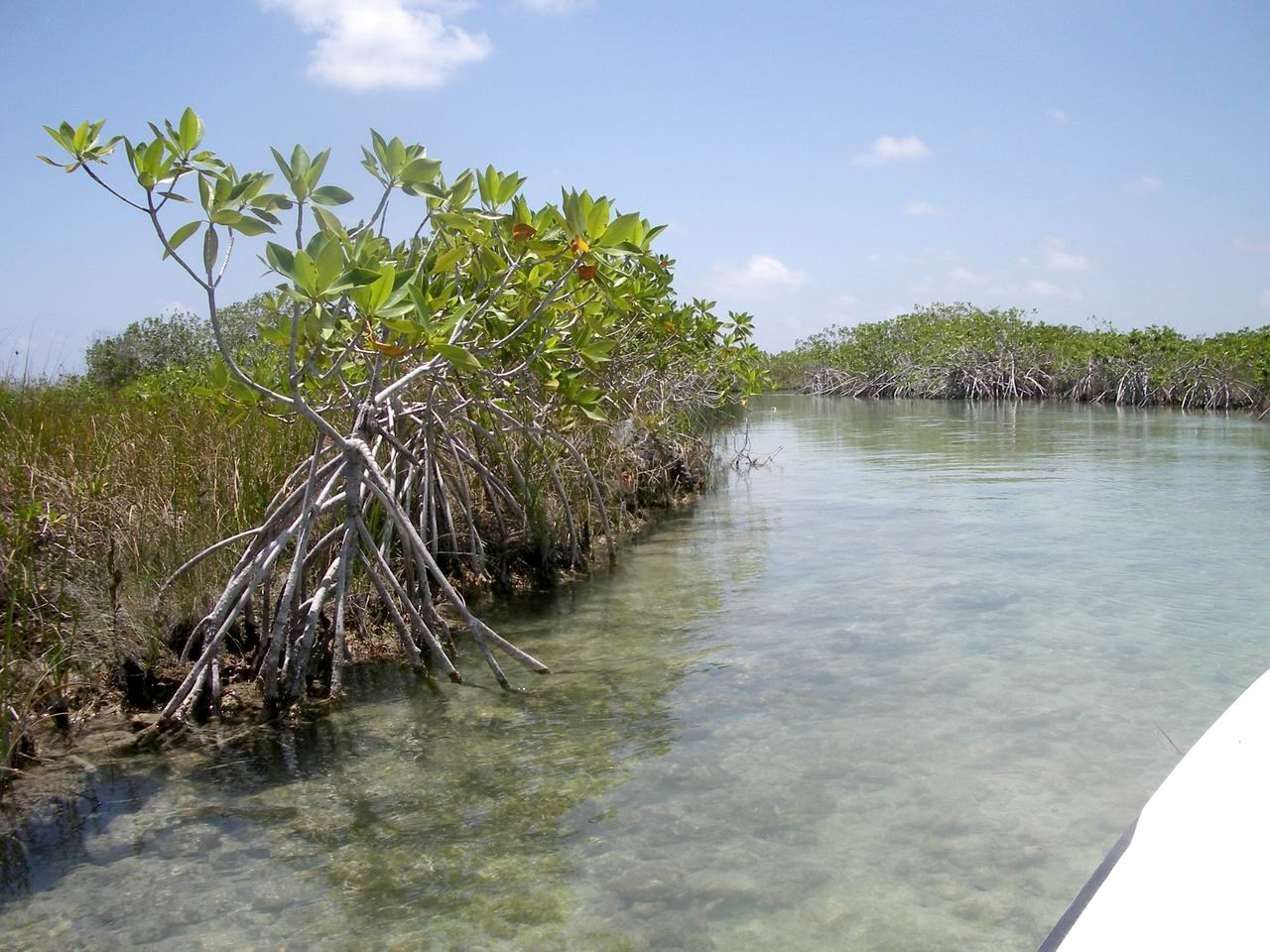
Sian Ka'an

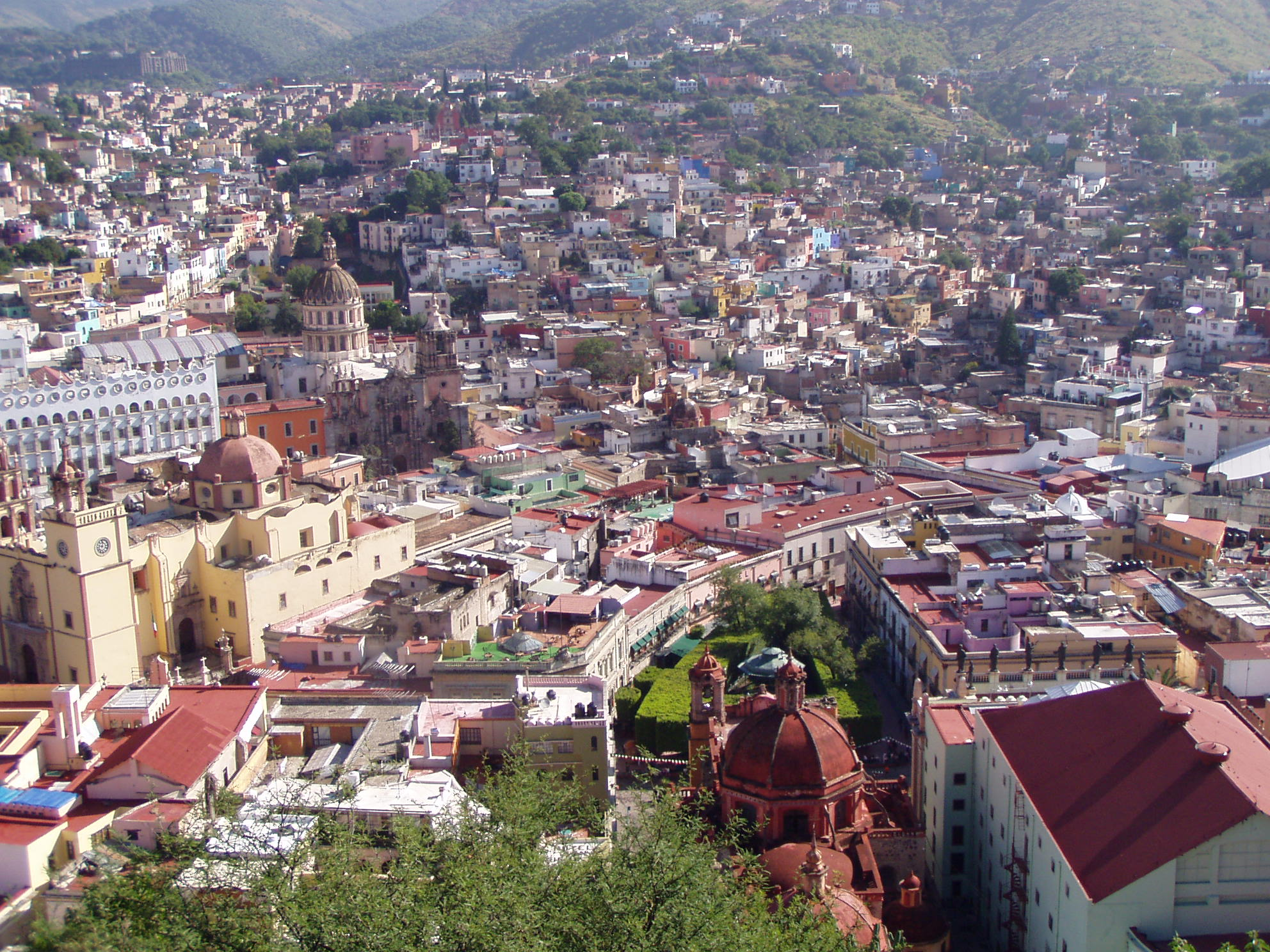
Guanajuato

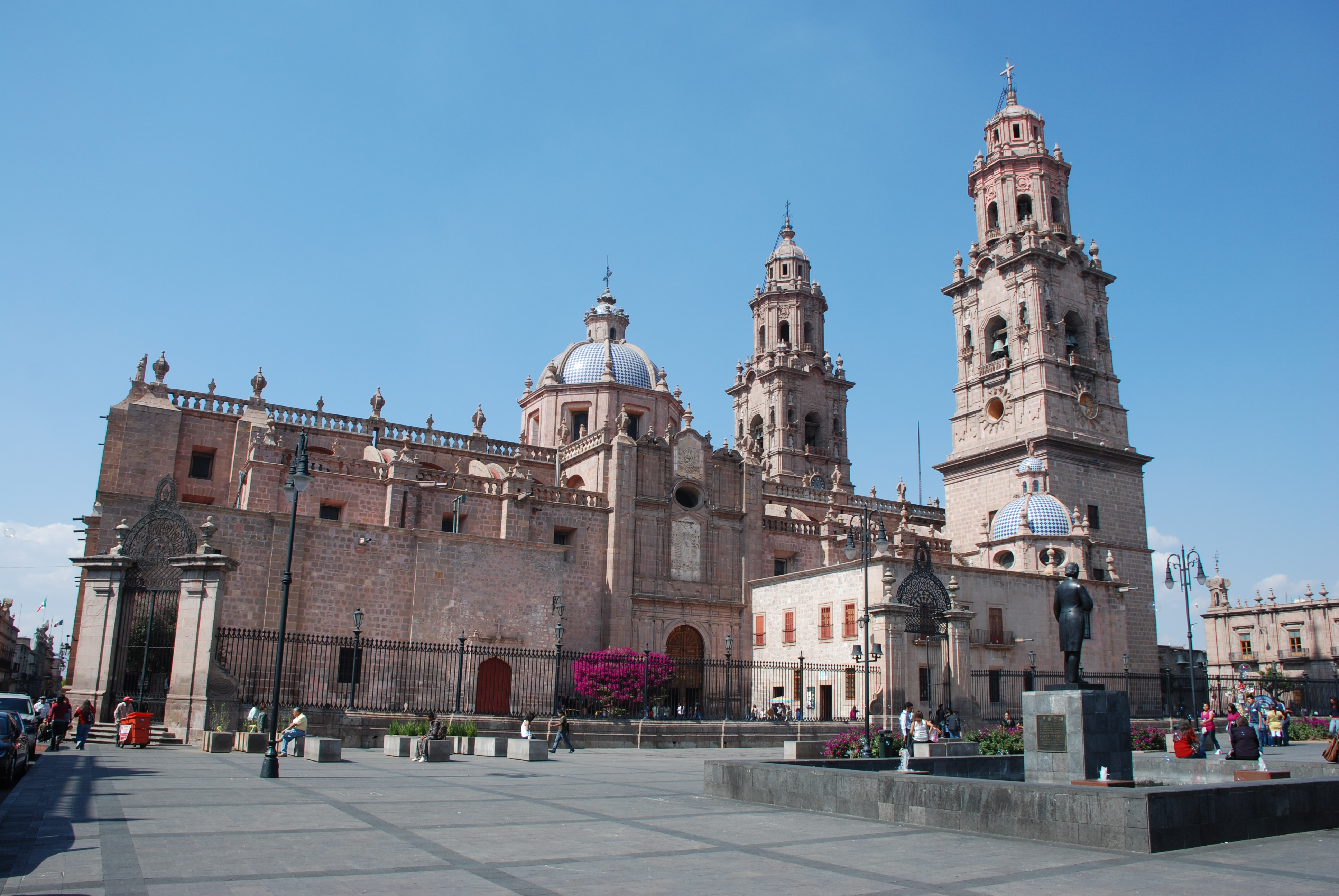
Morelia

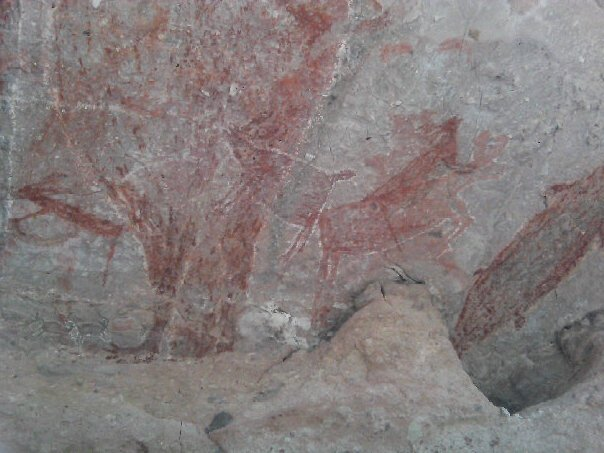
Skalní malby v Sierra de San Francisco

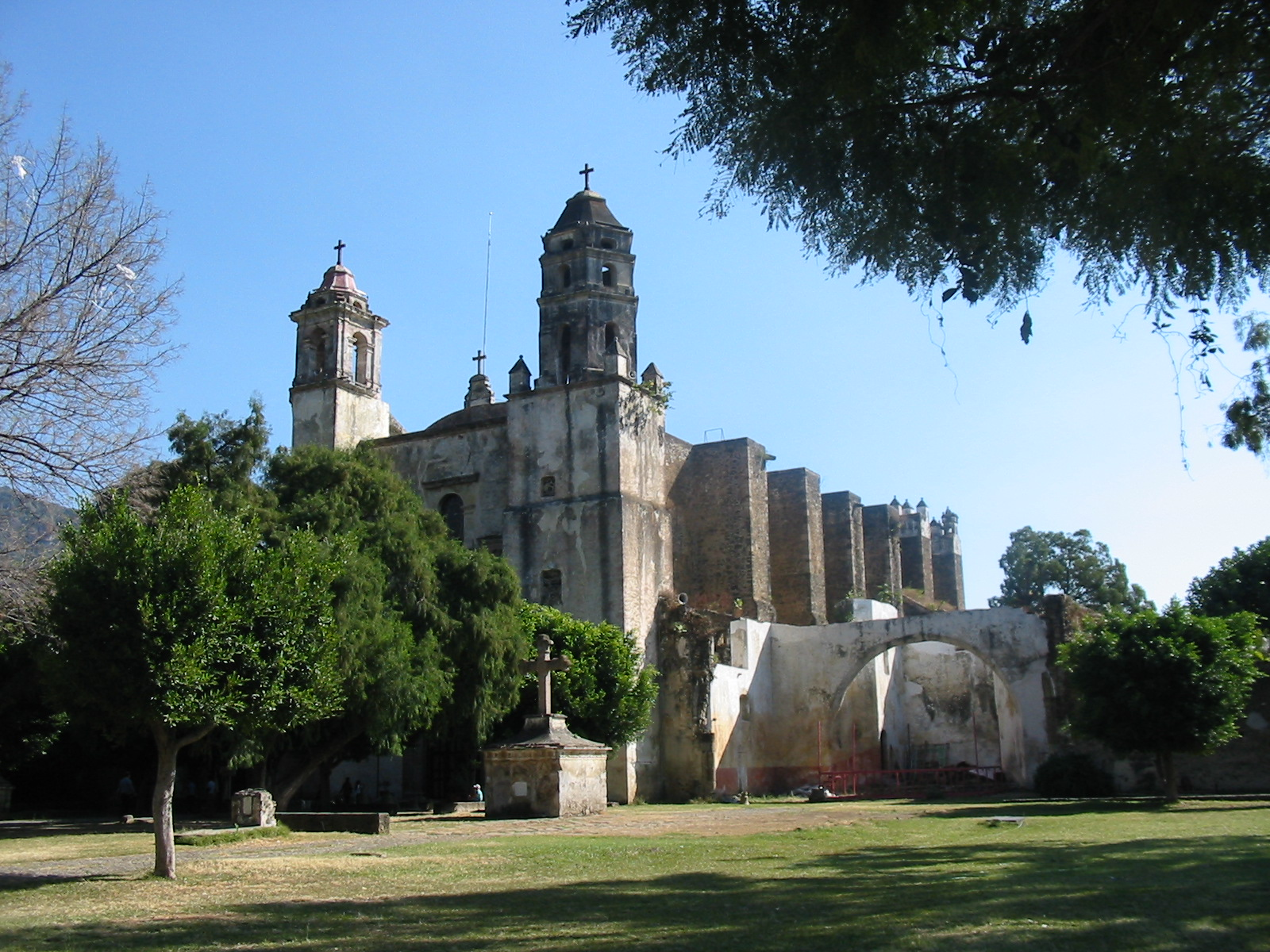
Kláštery na svazích Popocatepetlu

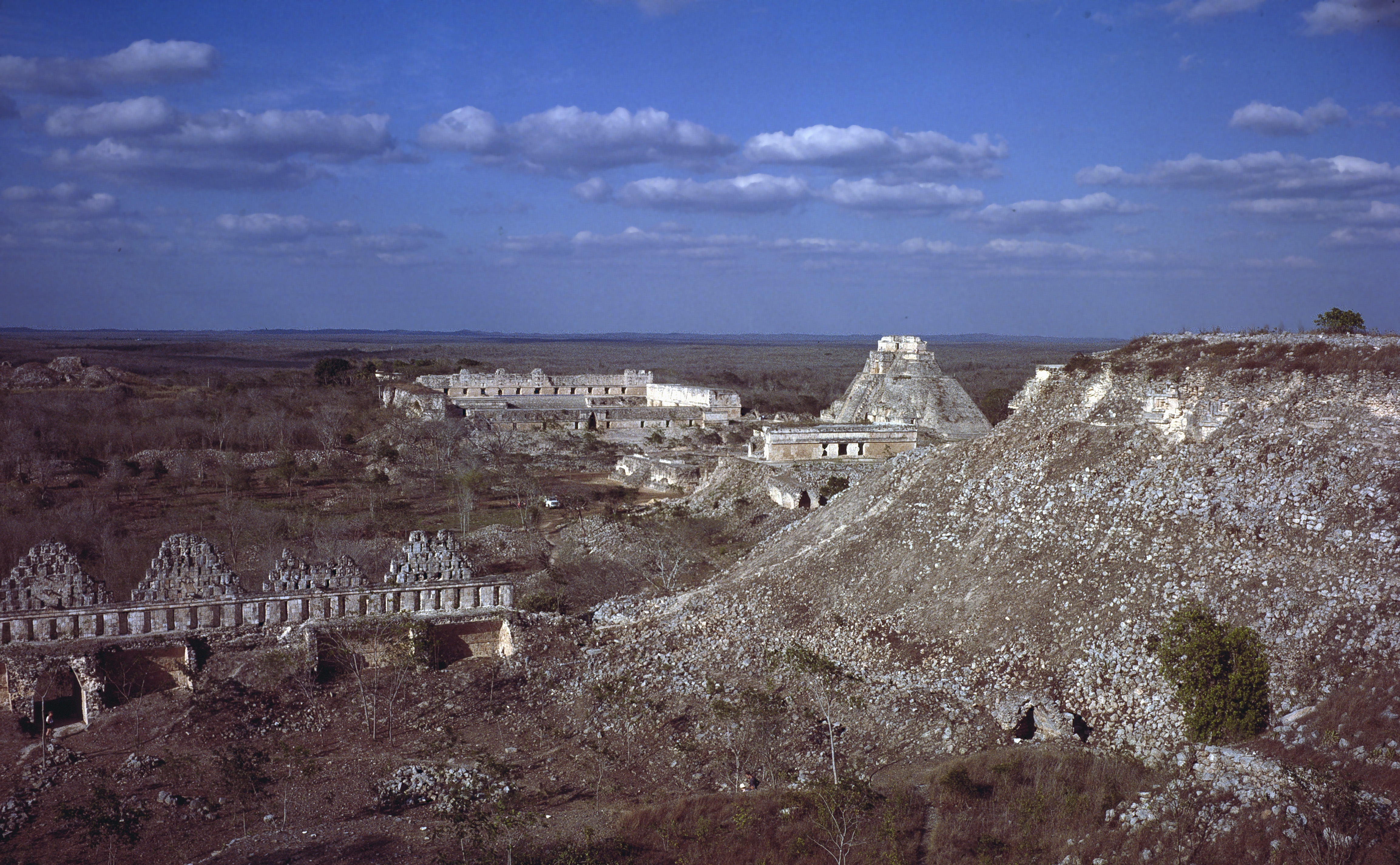
Uxmal

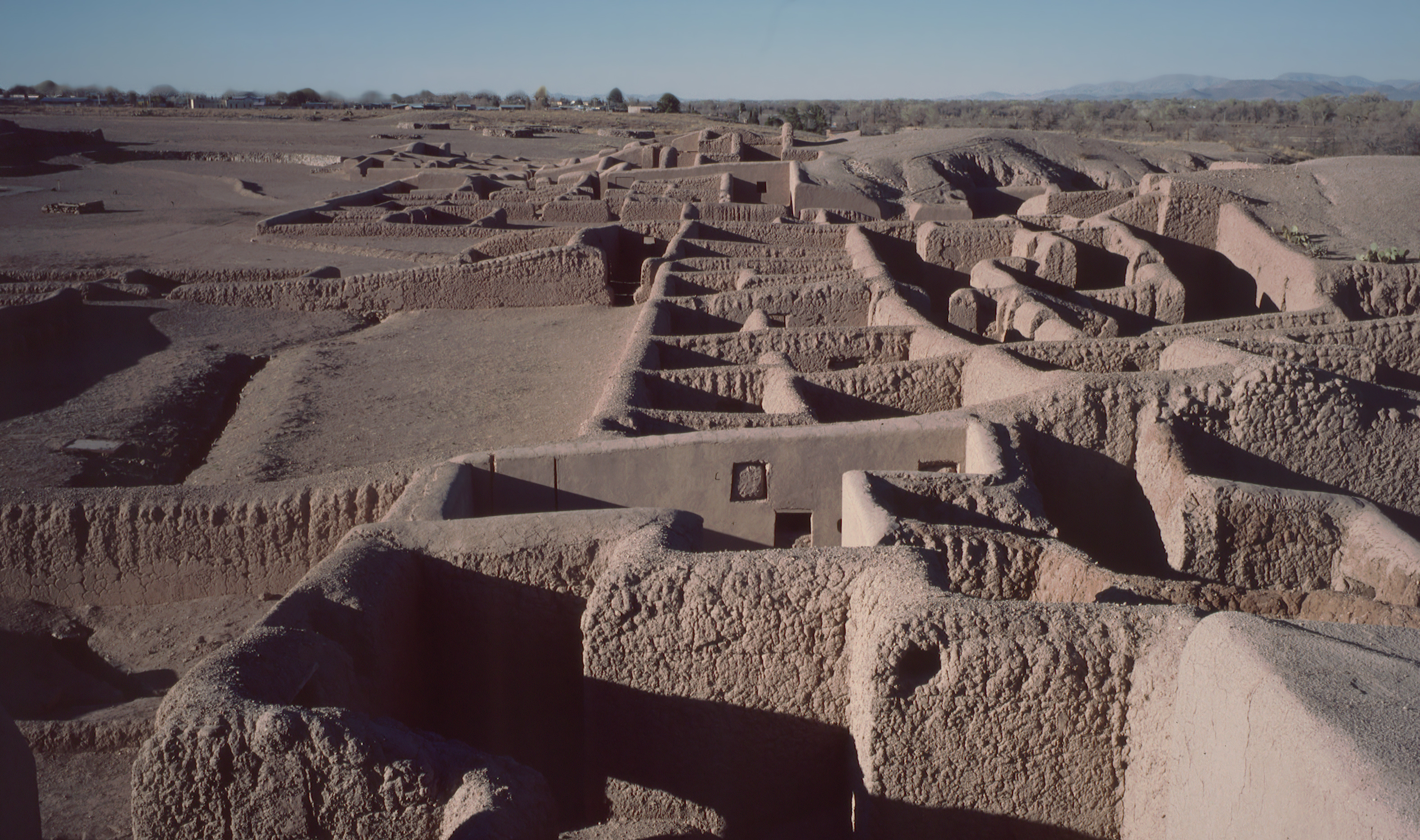
Paquimé

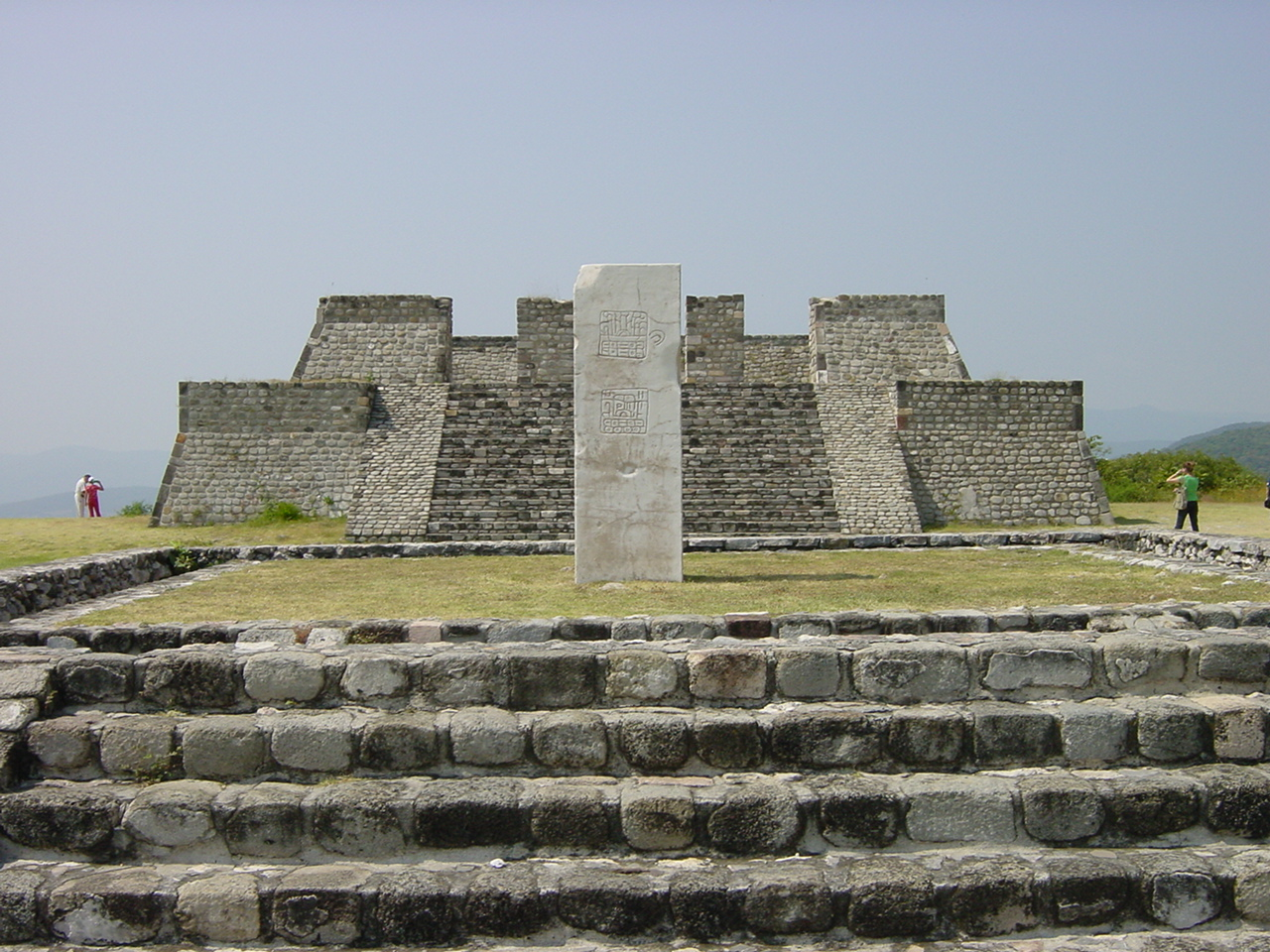
Xochicalco

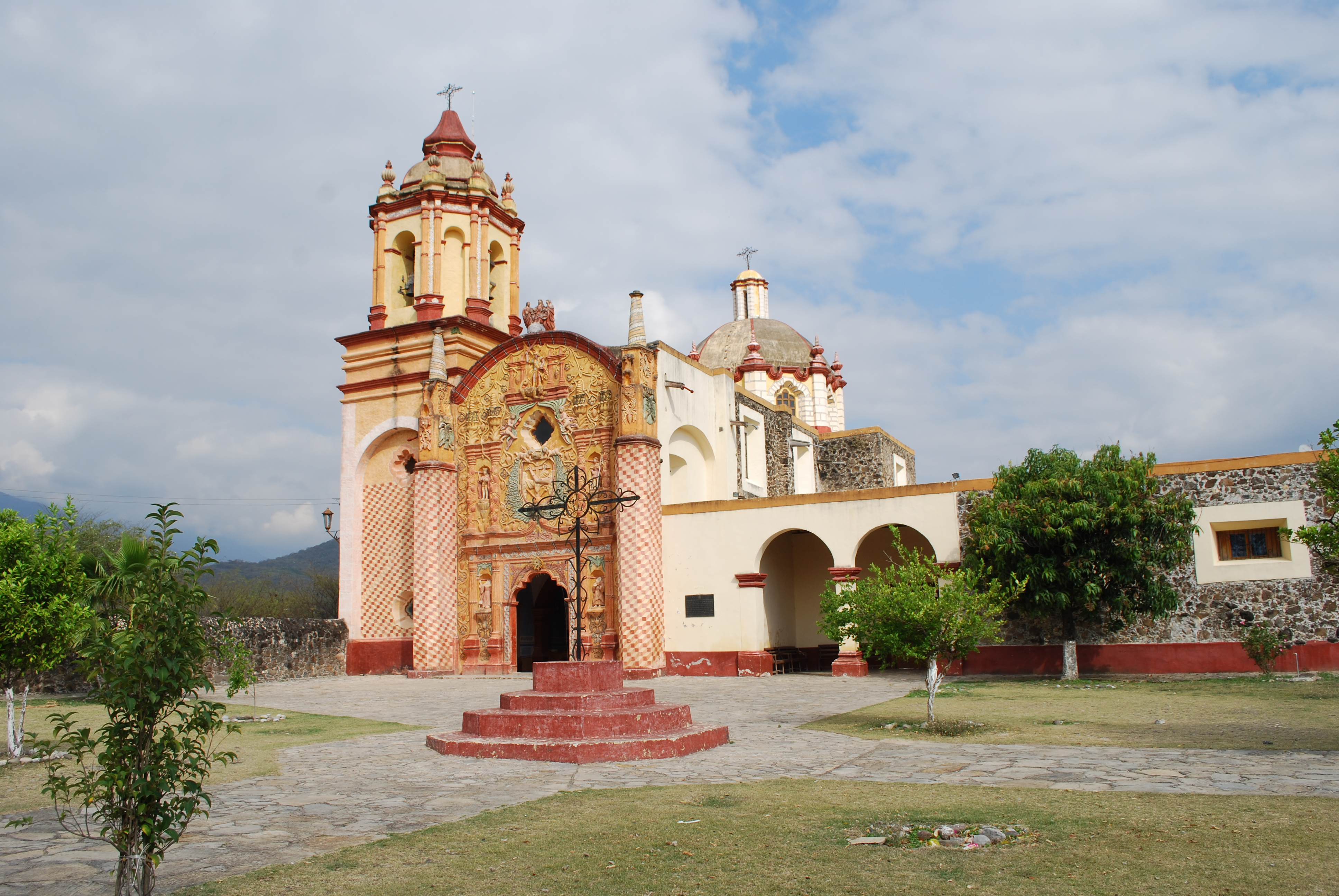
Františkánské misie v Sierra Gorda

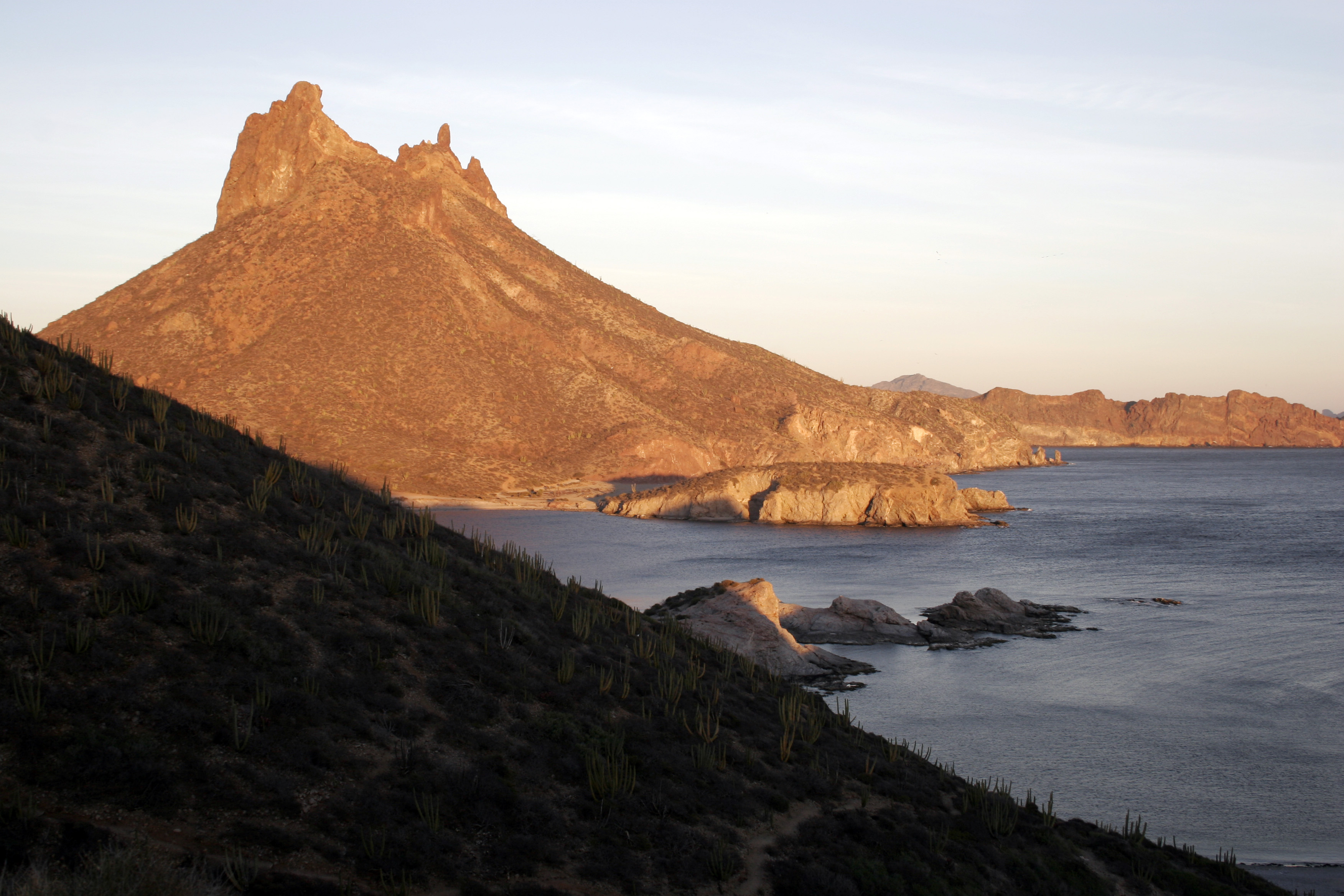
Ostrovy a chráněná území Kalifornského zálivu

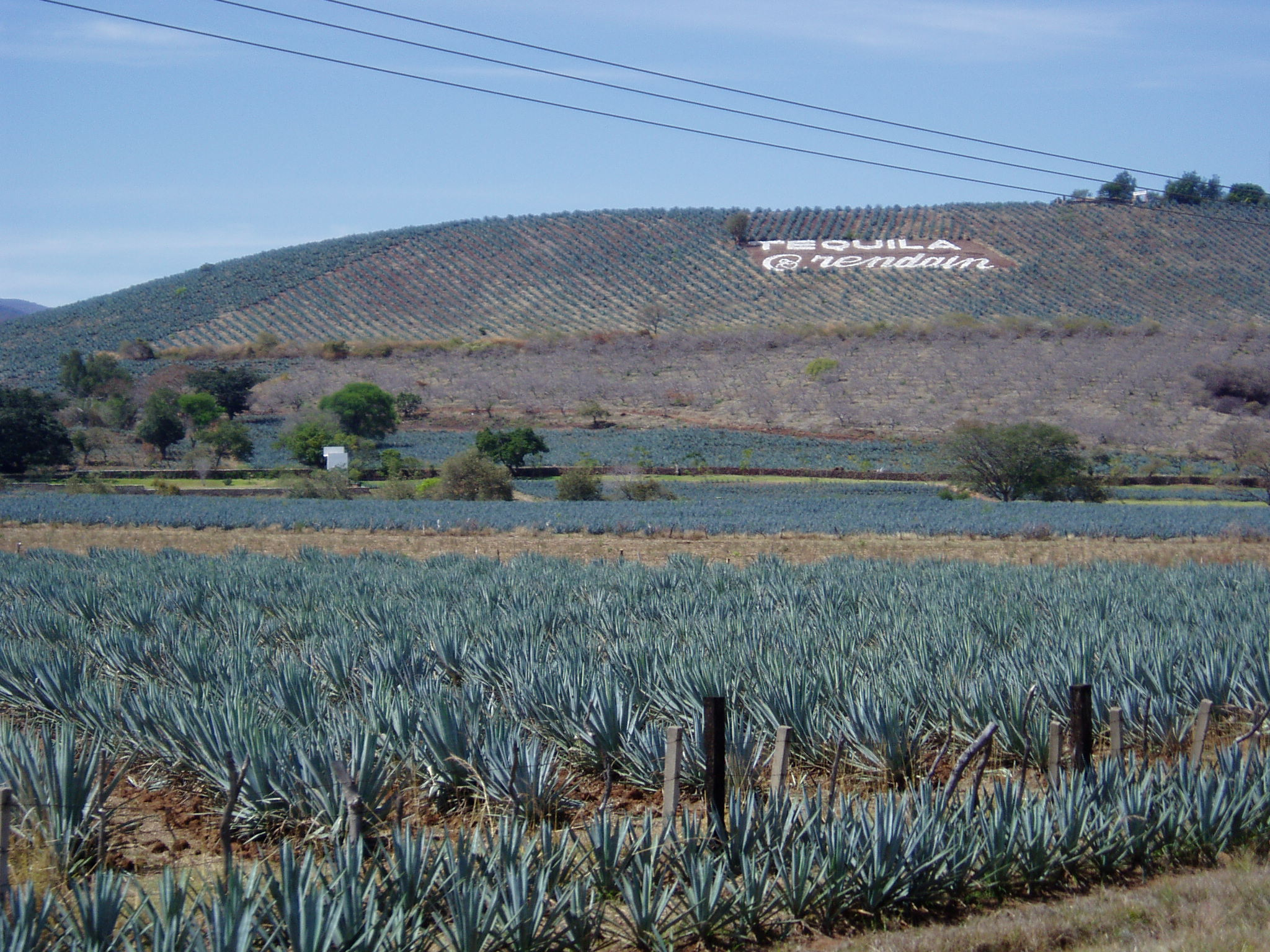
PlantKrajina pěstování agáve a stará zařízení k výrobě tequily

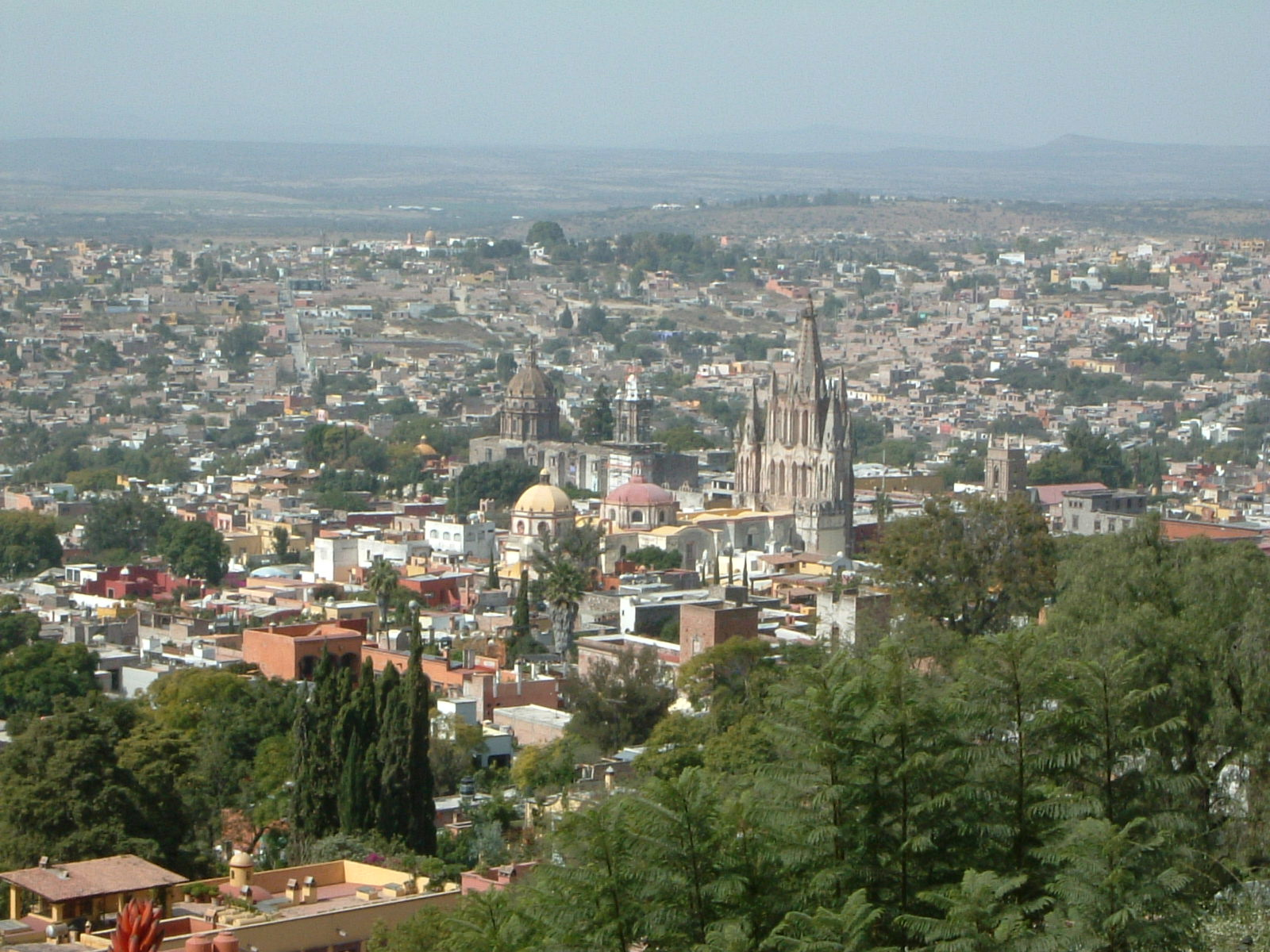
San Miguel de Allende

1. Předhispánské město Teotihuacán
Pre-Hispanic City of Teotihuacan
Ruiny předkolumbovského města, posvátného místa s pyramidami Slunce a Měsíce.
1987 
 http://whc.unesco.org/en/list/414
2. Historické centrum Ciudad de México a Xochimilco
Historic Centre of Mexico City and Xochimilco 
Historické centrum města má pět aztéckých chrámů i novodobé památky. Xochimilco je lokalita poblíž města s nejvýznamnějšími památkami bývalého Tenochtitlanu.
1987 
 http://whc.unesco.org/en/list/412
3. Historické centrum Oaxacy a archeologická lokalita Monte Albán
Historic Centre of Oaxaca and Archaeological Site of Monte Albán 
Historické centrum je příkladem španělské koloniální architektury, archeologické naleziště Monte Alban v horách svědčí o historii předkolumbovských kultur.
1987 
 http://whc.unesco.org/en/list/415
4. Historické centrum Puebly
Historic Centre of Puebla 
Puebla má mnoho zachovalých budov z 16. a 17. století. Blízké město Cholula má řadu kostelů a pyramidu s největší základnou na světě (délka strany 400 metrů, plocha 16 hektarů).
1987 
 http://whc.unesco.org/en/list/416
5. Předhispánské město a národní park Palenque
Pre-Hispanic City and National Park of Palenque
Předkolumbovské město a národní park v tropech.
1987 
 http://whc.unesco.org/en/list/411
6. Sian Ka'an 
Sian Ka'an 
Biosférická rezervace v oblasti tropických lesů zahrnuje i pobřeží Yucatanu.
1987 
 http://whc.unesco.org/en/list/410
7. Historické město Guanajuato a přilehlé doly
Historic Town of Guanajuato and Adjacent Mines 
Historické město s barokními památkami a staré stříbrné doly.
1988 
 http://whc.unesco.org/en/list/482
8. Předhispánské město Chichén Itzá
Pre-Hispanic City of Chichen-Itza 
Ruiny předkolumbovského města jsou svědectvím o maysko-toltécké civilizaci.
1988 
 http://whc.unesco.org/en/list/483
9. Historické centrum Morelie
Historic Centre of Morelia 
Historické město má 249 zachovalých památek svědčících o jeho rozkvětu v 17. století.
1991 
 http://whc.unesco.org/en/list/585
10. El Tajín, předhispánské město
El Tajin, Pre-Hispanic City
Město z předkolumbovské doby má dobře zachovalá náměstí a pyramidy.
1992 
 http://whc.unesco.org/en/list/631
11. Historické centrum Zacatecas
Historic Centre of Zacatecas
Historické centrum španělského města v horách
1993 
 http://whc.unesco.org/en/list/676
12. Skalní malby v Sierra de San Francisco
Rock Paintings of the Sierra de San Francisco 
Skalní malby v rezervaci El Vizcaino, z období 100 př. n. l. až 1300 našeho letopočtu.
1993 
 http://whc.unesco.org/en/list/714
13. Velrybí útočiště El Vizcaíno
Whale Sanctuary of El Vizcaino 
Přírodní mořská rezervace, jejíž laguny poskytují útočiště velrybám a tuleňům.
1993 
 http://whc.unesco.org/en/list/554
14. Kláštery na svazích Popocatepetlu ze začátku 16. století
Earliest 16th-Century Monasteries on the Slopes of Popocatepetl
14 klášterů na svazích sopky pochází z 16. století a katedrála v Tlaxcale, připomínají příchod křesťanství do této oblasti.
1994, 2021 
 http://whc.unesco.org/en/list/702
15. Zóna historických památek Querétara
Historic Monuments Zone of Querétaro 
Staré koloniální město si částečně zachovalo původní půdorys indiánského města.
1996 
 http://whc.unesco.org/en/list/792
16. Předhispánské město Uxmal
Pre-Hispanic Town of Uxmal
Mayské město, jeho ceremoniální místa představují vrchol mayského umění a architektury.
1996 
 http://whc.unesco.org/en/list/791
17. Hospic Cabañas, Guadalajara
Hospicio Cabañas, Guadalajara
Pochází z 19. stol. Na počátku 20. stol. byla zdejší kaple vyzdobena sérií pozoruhodných maleb.
1997 
 http://whc.unesco.org/en/list/815
18. Archeologická oblast Paquimé, Casas Grandes
Archeological Zone of Paquimé, Casas Grandes
Oblast Paquimé Casas Grandes, jež dosáhla svého vrcholu v 14. až 15. století, hrála klíčovou roli v obchodních a kulturních kontaktech mezi kulturou pueblanů a mezi vyspělejšími středoamerickými civilizacemi.
1998 
 http://whc.unesco.org/en/list/560
19. Zóna historických památek Tlacotalpanu
Historic Monuments Zone of Tlacotalpan
Říční přístav při pobřeží Mexického zálivu, byl založen v polovině 16. století a zachoval si svůj původní urbanistický plán.
1998 
 http://whc.unesco.org/en/list/862
20. Zóna archeologických památek Xochicalco
Archaeological Monuments Zone of Xochicalco 
Xochicalco je výjimečně dobře zachovaný příklad opevněného politického, náboženského a obchodního centra z let 650 až 900 n. l.
1999 
 http://whc.unesco.org/en/list/939
21. Opevněné město Campeche
Historic Fortified Town of Campeche
Město si zachovalo vnější ochranné zdi a systém pevností, které byly postaveny, aby chránily přístav před útoky z moře.
1999 
 http://whc.unesco.org/en/list/895
22. Staré mayské město a chráněné tropické deštné lesy Calakmul, Campeche
Ancient Maya City and Protected Tropical Forests of Calakmul, Campeche
Významné mayské město ležící hluboko v tropických lesích oblasti Tierras Bajas v jižním Mexiku.
2002 (znovu 2014)
 http://whc.unesco.org/en/list/1061
23. Františkánské misie v Sierra Gorda v Querétaru
Franciscan Missions in the Sierra Gorda of Querétaro
Celkem 5 misií podává svědectví o kulturním vlivu Evropy na nomádské obyvatelstvo středního Mexika.
2003 
 http://whc.unesco.org/en/list/1079
24. Dům a ateliér Luise Barragána
Luis Barragán House and Studio
Betonová stavba v Mexico City o ploše 1 161 m² má tři podlaží a malou zahradu. Práce Barragána spojovala moderní a tradiční proudy a prvky v nové syntéze, jež ovlivňuje i současný vzhled zahrad, náměstí a krajiny.
2004 
 http://whc.unesco.org/en/list/1136
25. Ostrovy a chráněná území Kalifornského zálivu
Islands and Protected Areas of the Gulf of California 
244 ostrovů, které jsou považovány za přírodní laboratoř. Žije zde mnoho endemických druhů.
2005 
 http://whc.unesco.org/en/list/1182
26. Krajina pěstování agáve a stará zařízení k výrobě tequily
Agave Landscape and Ancient Industrial Facilities of Tequila
Oblast mezi sopkou Tequila a hlubokým údolím řeky Rio Grande zahrnuje také archeologická naleziště kultury Teuchitlanu (200 až 900 n. l.).
2006
 http://whc.unesco.org/en/list/1209
27. Univerzitní kampus Mexické národní autonomní univerzity 
Central University City Campus of the Universidad Nacional Autónoma de México (UNAM) 
Ojedinělá ukázka urbanizmu a architektury 20. stol. 
2007 
http://whc.unesco.org/en/list/1250
28. Ochranné město San Miguel a svatyně Kostel Nejsvětějšího Jména Ježíš (Atotonilco) 
Protective town of San Miguel and the Sanctuary of Jesús Nazareno de Atotonilco
2008
http://whc.unesco.org/en/list/1274/
29. Biosférická rezervace monarchy stěhovavého 
Monarch Butterfly Biosphere Reserve
2008
http://whc.unesco.org/en/list/1290
30. Camino Real de Tierra Adentro – královská vnitrozemská cesta 
Camino Real de Tierra Adentro
Cesta používaná mezi v období mezi 16. a 19. stoletím pro komunikaci mezi Ciudad de Mexico a dnešním jihozápadem USA.
2010
http://whc.unesco.org/en/list/1351
31. Prehistorické jeskyně Yagulu a Mitly v Centrálním údolí Oaxacy 
Prehistoric Caves of Yagul and Mitla in the Central Valley of Oaxaca
2010
http://whc.unesco.org/en/list/1352
32. Biosférická rezervace El Pinacate a Gran Desierto de Altar 
El Pinacate and Gran Desierto de Altar Biosphere Reserve
2013
http://whc.unesco.org/en/list/1410
33. Akvadukt otce Tembleque 
Aqueduct of Padre Tembleque Hydraulic System
Akvadukt z 16. století spojující evropskou a mezoamerickou technologii výstavby.
2015
http://whc.unesco.org/en/list/1463
34. Souostroví Revillagigedo 
Archipiélago de Revillagigedo
Souostroví v Pacifiku a okolní moře.
2016
http://whc.unesco.org/en/list/1510
35. Údolí Tehuacán-Cuicatlán: původní habitat Mezoameriky
Tehuacán-Cuicatlán Valley: originary habitat of Mesoamerica
Semiaridní až aridní oblast, ve které rostou různé druhy kaktusů, zároveň se zde dochovaly zbytky nejstaršího vodohospodářského systému na americkém kontinentu + důkazy o domestifikaci zemědělských plodin.
2018 
 https://whc.unesco.org/en/list/1534
36. Stezka Huicholů přes posvátná místa do Wirikuty (Tatehuarí Huajuyé)
Wixárika Route through Sacred Sites to Wirikuta (Tatehuarí Huajuyé)
2025
http://whc.unesco.org/en/list/1704

## Nikaragua

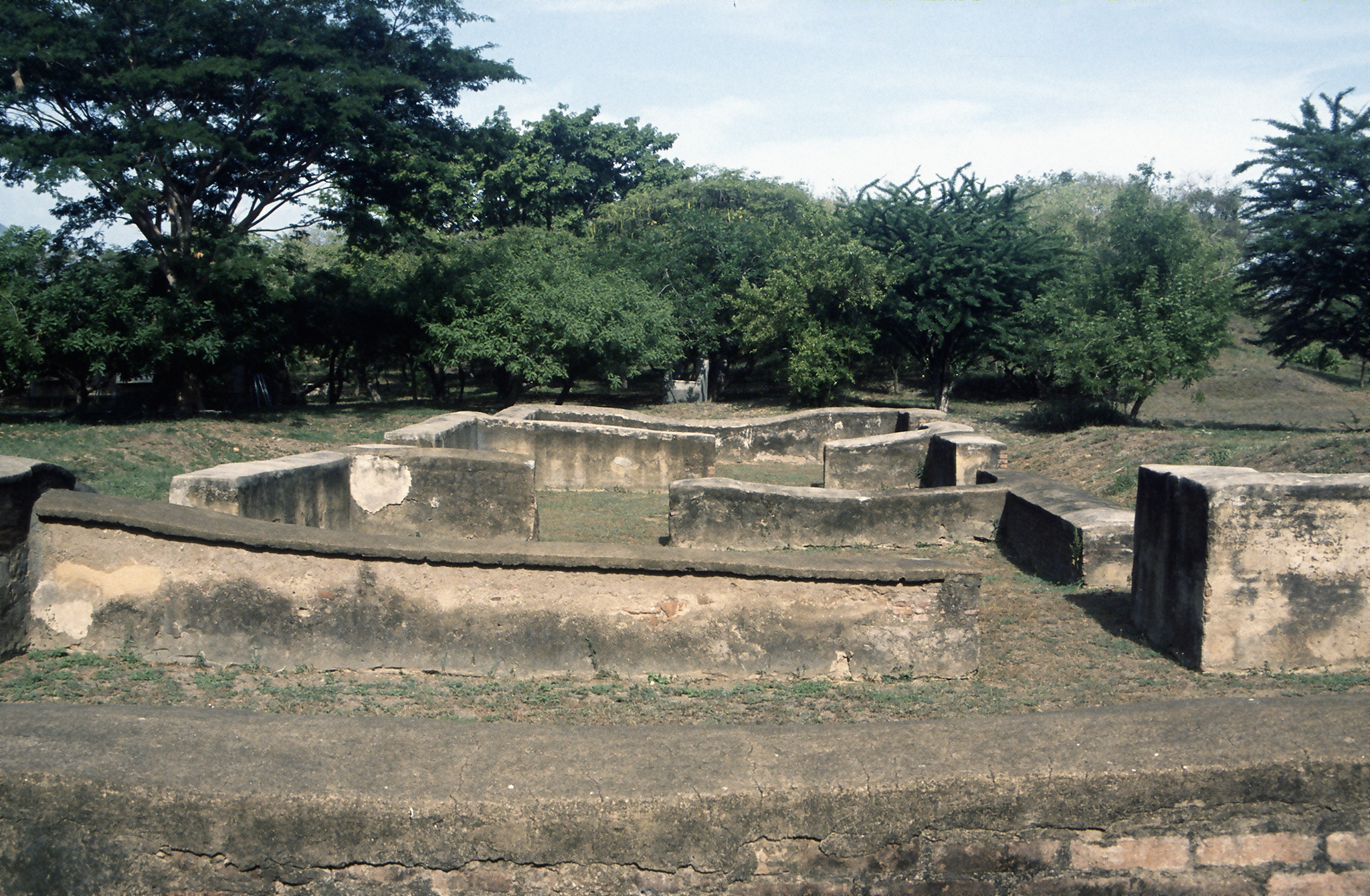
Léon Viejo

1. León Viejo
Ruins of León Viejo
Jedna z nejstarších španělských osad v Americe. Nerozvíjela se, a proto jsou její ruiny významným svědectvím o sociálních a ekonomických strukturách španělského království v 16. století.
2000
 http://whc.unesco.org/en/list/613
2. Katedrála v Leónu
León Cathedral
Katedrála vystavěná mezi 1747 a začátkem 19. století ve stylu baroka a neoklasismu.
2011
 http://whc.unesco.org/en/list/1236

## Panama

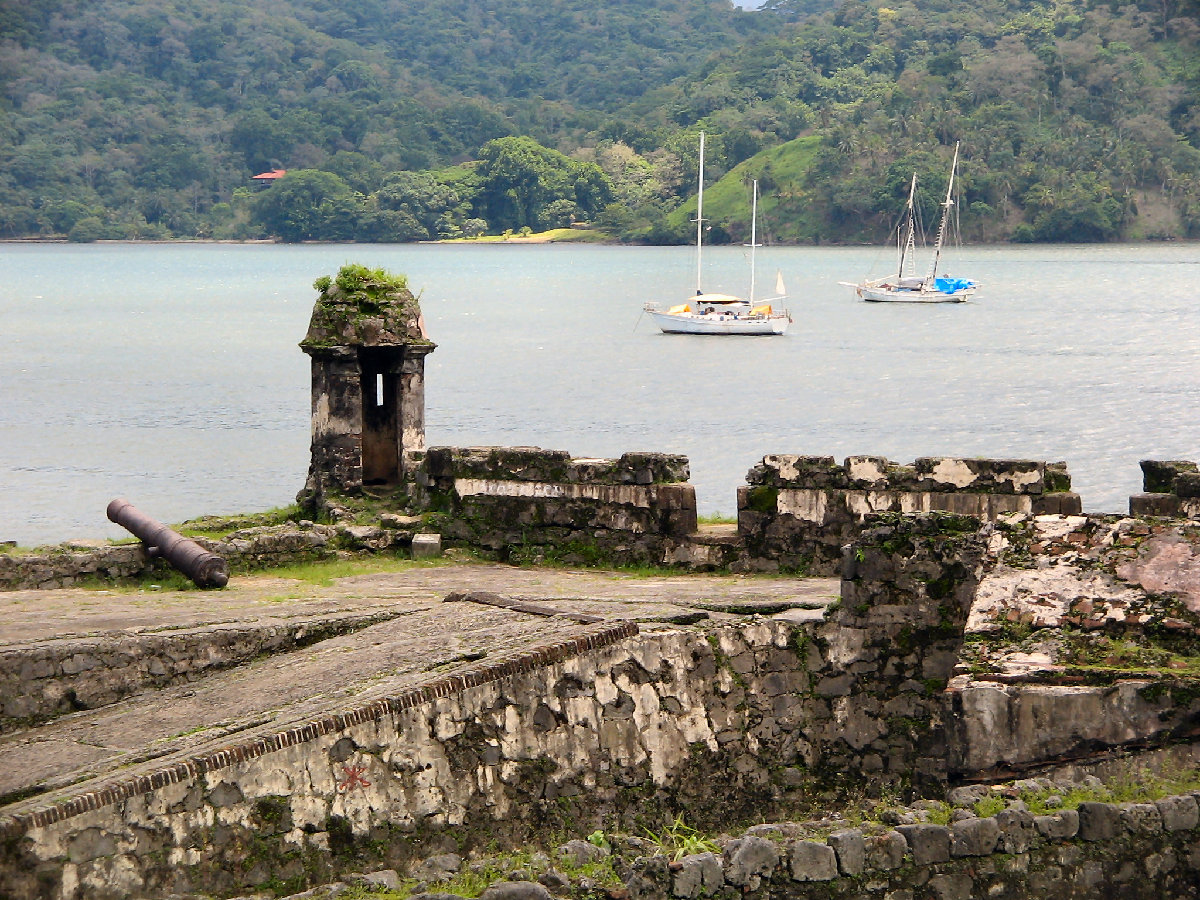
Portobelo-San Lorenzo

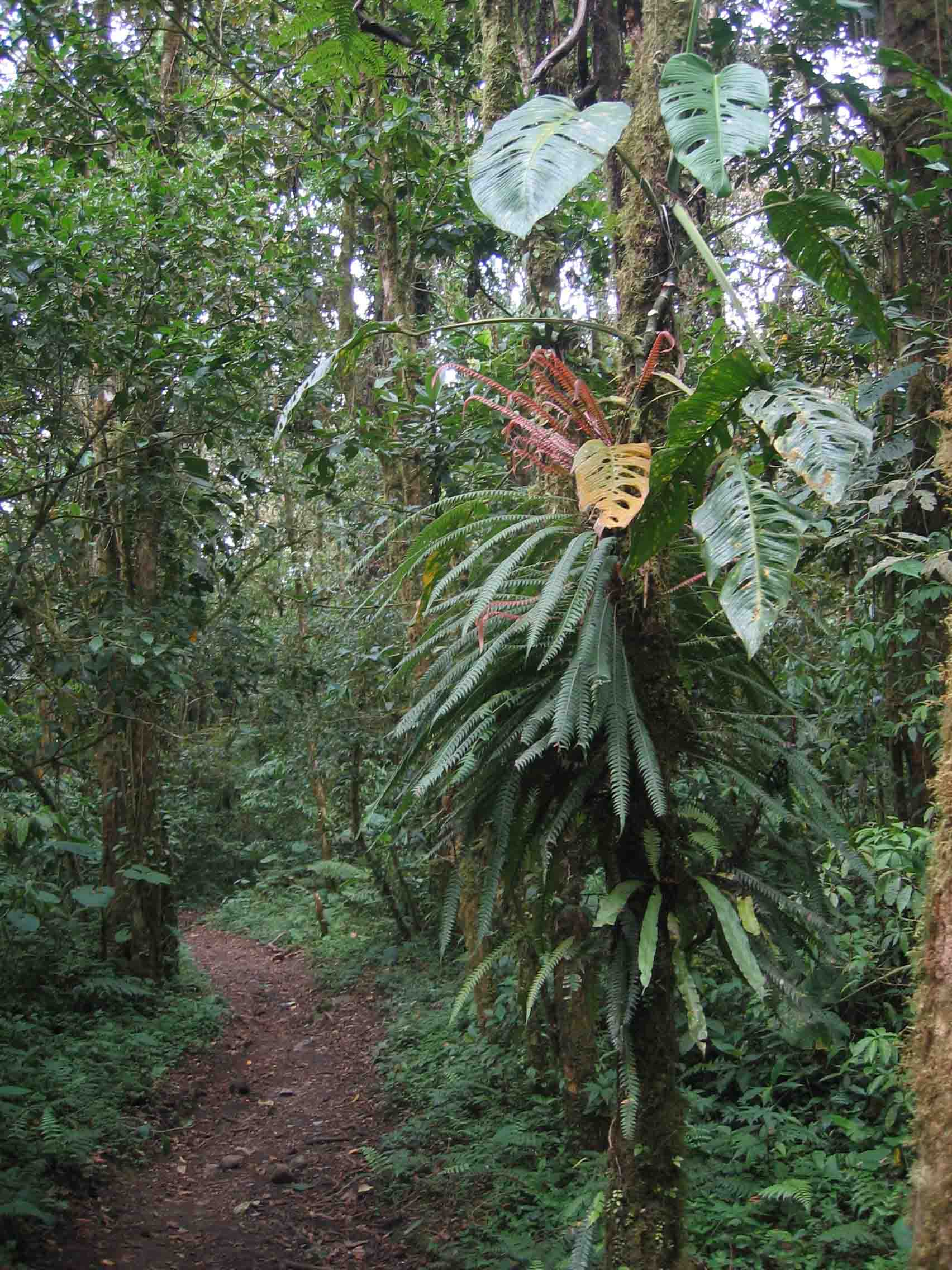
Národní park La Amistad

1. Portobelo a San Lorenzo
Fortifications on the Caribbean Side of Panama: Portobelo-San Lorenzo
Španělské pevnosti ze 17.-18. století jsou příklady vojenské architektury.
1980 
 http://whc.unesco.org/en/list/135
2. Národní park Darién
Darien National Park 
Národní park zahrnující nížiny a bažiny, skalnaté pobřeží i horské tropické lesy.
1981 
 http://whc.unesco.org/en/list/159
3. Národní park La Amistad
Talamanca Range-La Amistad Reserves / La Amistad National Park 
Unikátní oblast se známkami činnost čtvrtohorního zalednění. Tropický deštný prales.
1983, 1990
 http://whc.unesco.org/en/list/205
4. Národní park Coiba
Coiba National Park and its Special Zone of Marine Protection 
Zátokou Chiriqui chráněná oblast 38 ostrovů uchovává řadu endemických druhů živočichů i rostlin.
2005 
 http://whc.unesco.org/en/list/1138
5. Koloniální mezioceánské stezky v Panamě
The Colonial Transisthmian Route of Panamá
Fragmenty stezky spojující Karibik a Pacifik, přes kterou proudilo jihoamerické stříbro do Evropy.
2025 
 http://whc.unesco.org/en/list/1582

## Paraguay

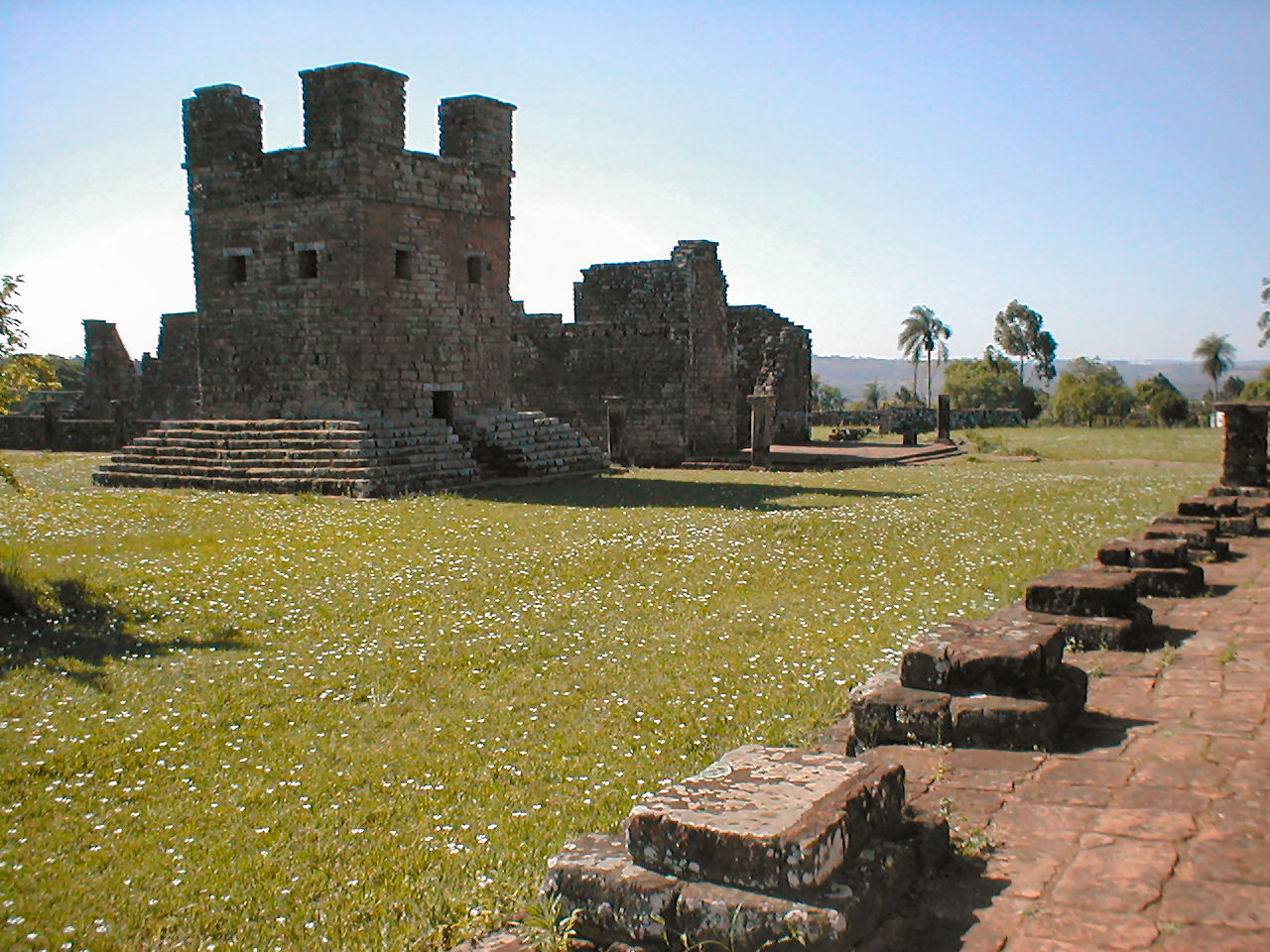
Trinidad

1. Jezuitské misie La Santísima Trinidad del Paraná a Jesús de Tavarangué
Jesuit Missions of La Santisima Trinidad de Parana and Jesus de Tavarangue
Misie La Santisima Trinidad de Parana a Jesus de Tavarangue jsou připomínkou příchodu křesťanství v 17.-18. století.
1993 
 http://whc.unesco.org/en/list/648

## Peru

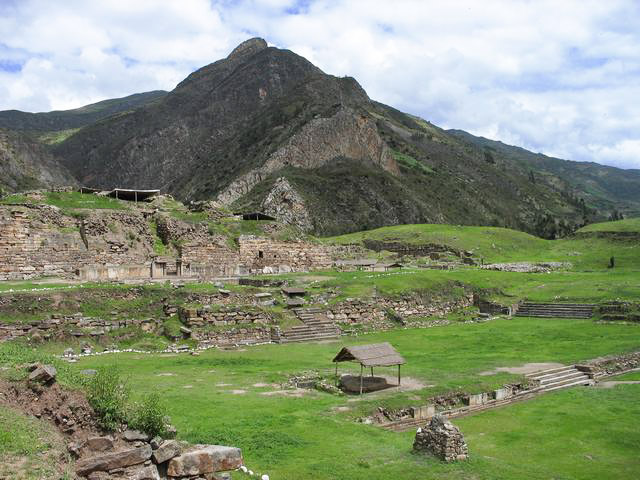
Chavín de Huántar

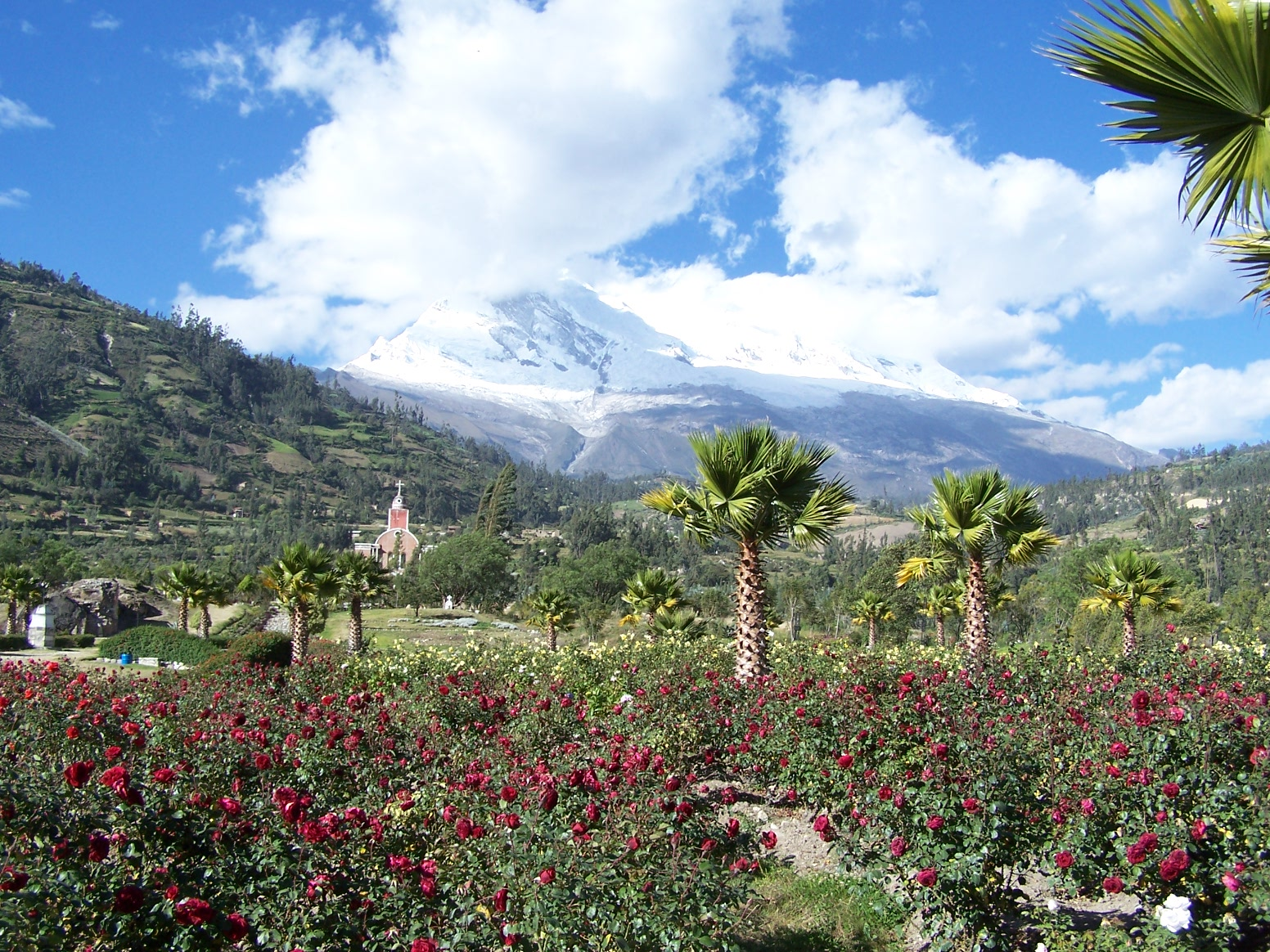
Národní park Huascarán

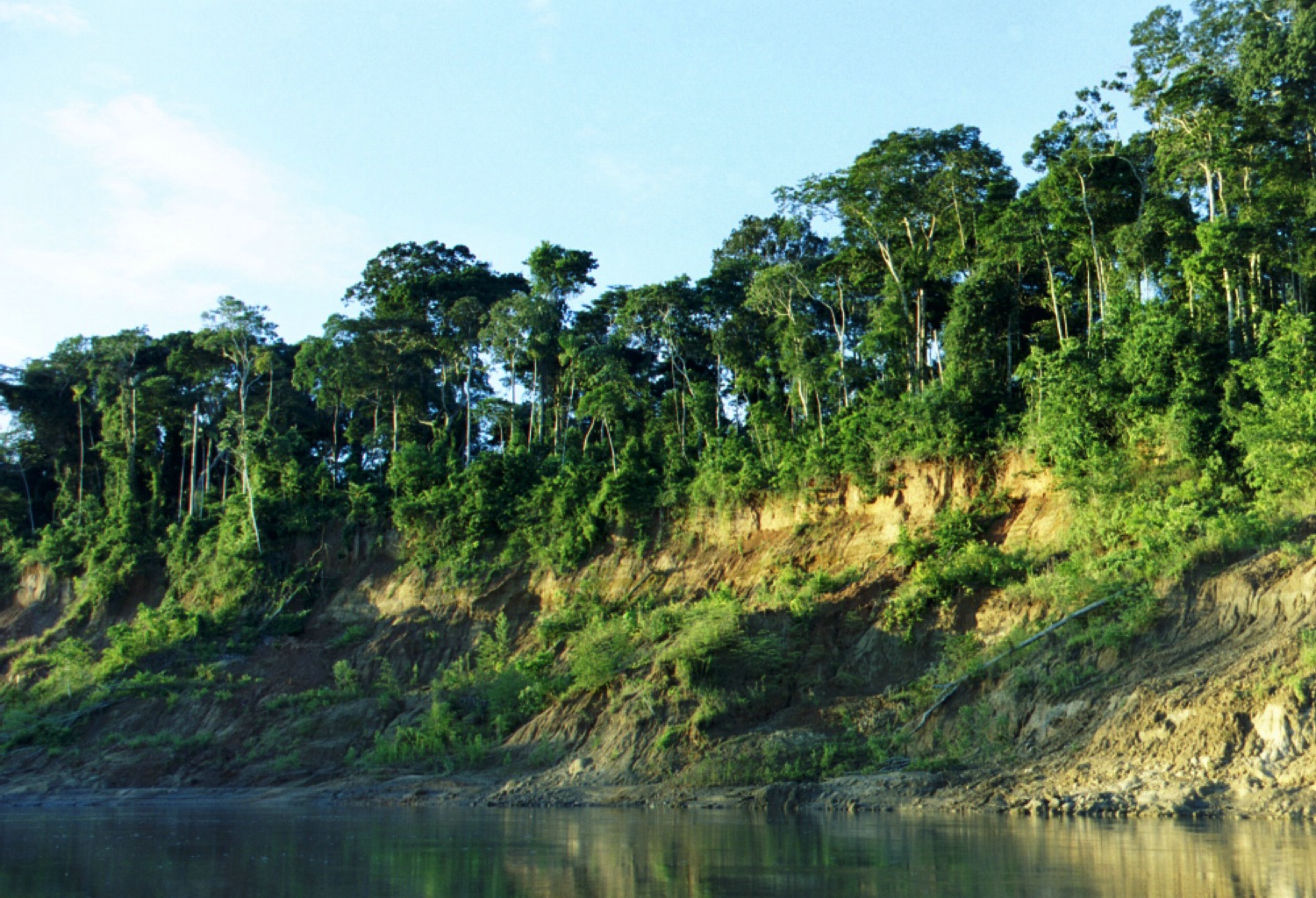
Národní park Manu

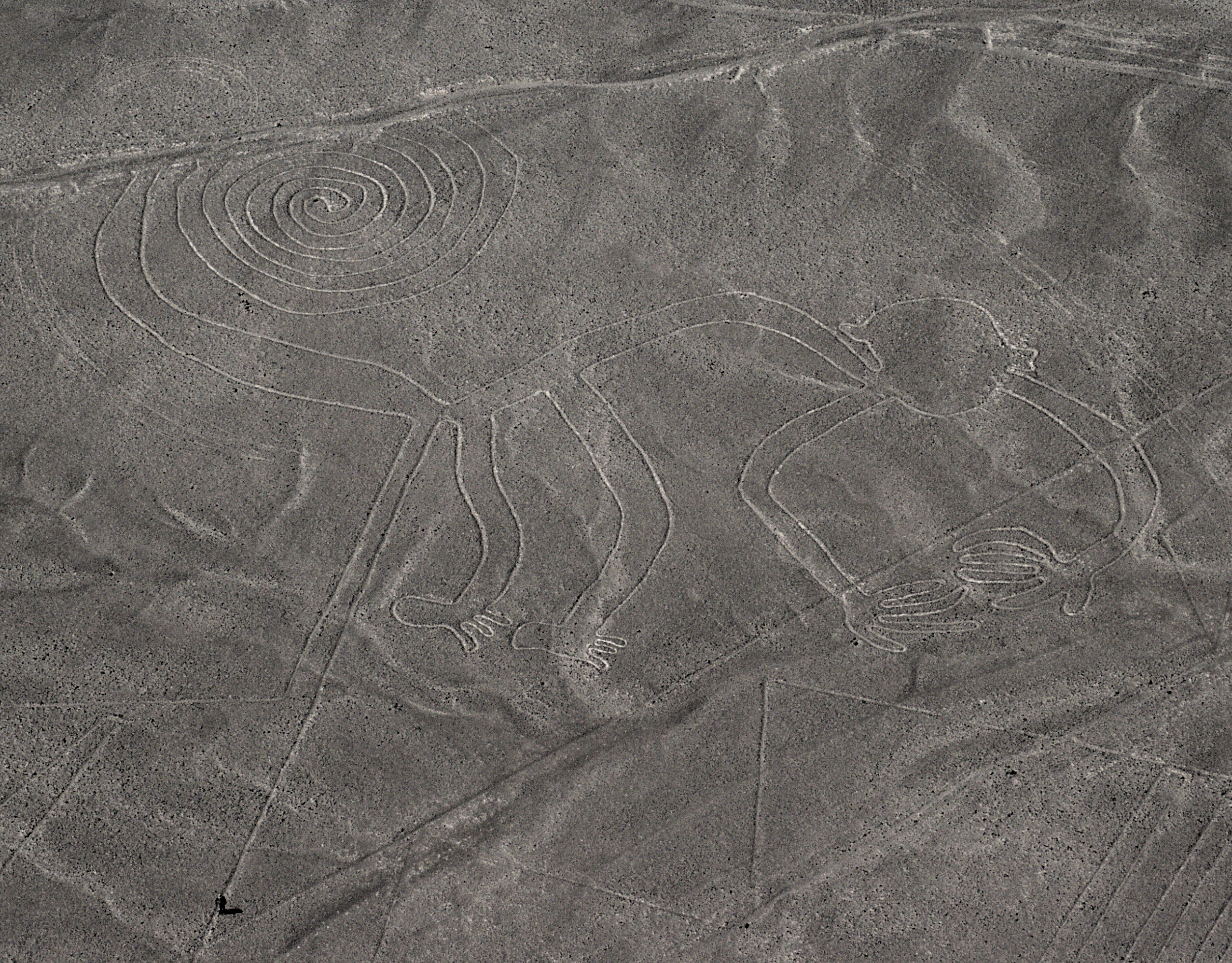
Geoglyfy na planině Nazca a Pampas de Jumana

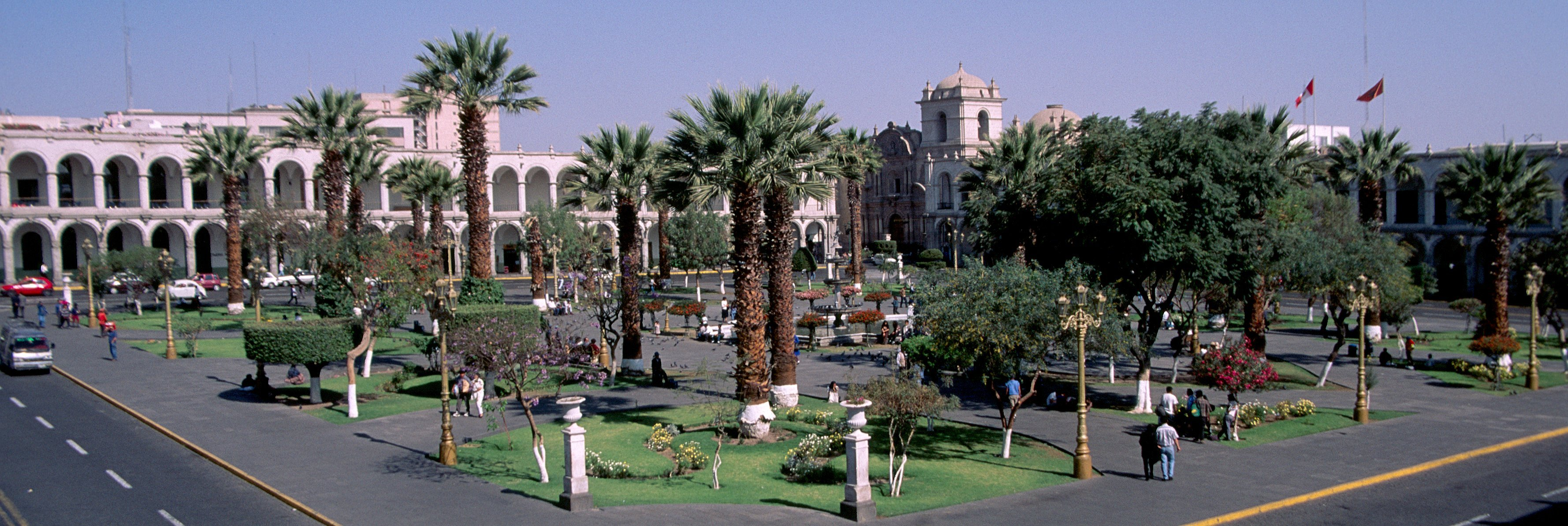
Arequipa

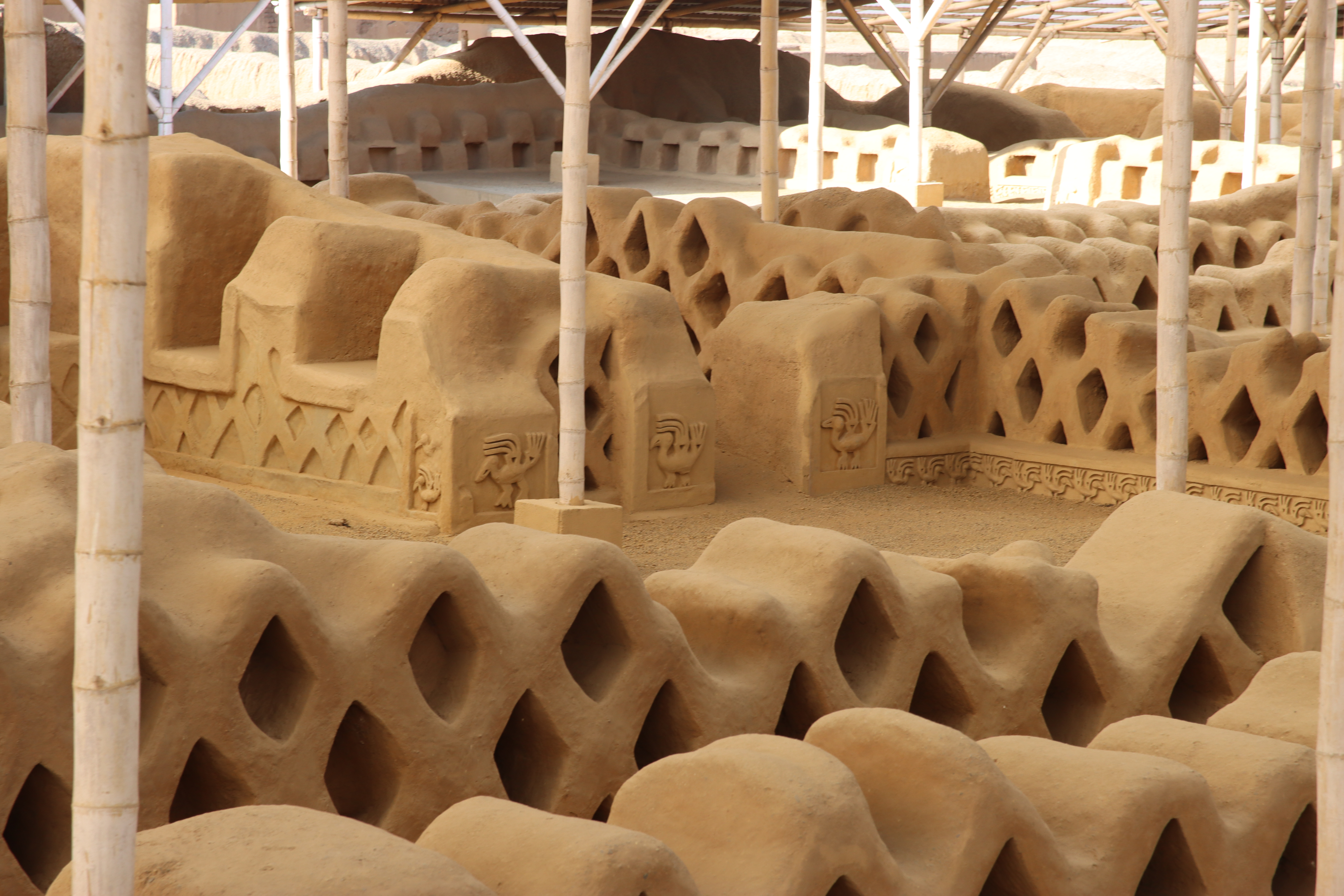
Chan Chan

1. Cuzco
City of Cuzco 
Staré město Inků, na jeho ruinách Španělé postavili barokní kostely a paláce.
1983 
 http://whc.unesco.org/en/list/273
2. Machu Picchu
Historic Sanctuary of Machu Picchu
Ztracené město Inků uprostřed horského tropického lesa.
1983 
 http://whc.unesco.org/en/list/274
3. Chavín de Huántar
Archaeological Site Chavin
Archeologické naleziště, kdysi ceremoniální místo civilizace Chavín z období 1500-300 př. n. l.
1985 
 http://whc.unesco.org/en/list/330
4. Národní park Huascarán
Huascarán National Park
Vysokohorský národní park.
1985 
 http://whc.unesco.org/en/list/333
5. Archeologické naleziště Chan Chan
Chan Chan Archaelogical Zone 
Rozvaliny největšího z předkolumbovských měst.
1986 
 http://whc.unesco.org/en/list/366
6. Národní park Manu
Manu National Park
Národní park v oblasti tropických lesů se zvedá z nadmořské výšky 150 m až do 4 200 m nad mořem.
1987 
 http://whc.unesco.org/en/list/402
7. Historické centrum Limy
Historic Centre of Lima
Historické centrum a klášter San Francisco de Lima.
1988, 1991 
 http://whc.unesco.org/en/list/500
8. Národní park Río Abiseo
Río Abiseo National Park
Národní park chrání faunu a flóru tropických lesů a zahrnuje také archeologická naleziště starých kultur.
1990, 1992 
 http://whc.unesco.org/en/list/548
9. Geoglyfy na planině Nazca a Pampas de Jumana
Lines and Geoglyphs of Nasca and Pampas de Jumana
Obrazce na aridní pobřežní planině jsou z období 500 př. n. l. až 500 n. l.
1994 
 http://whc.unesco.org/en/list/700
10. Arequipa
Historical Centre of the City of Arequipa
Ve městě Arequipa se prolínají evropské a původní stavební techniky.
2000 
 http://whc.unesco.org/en/list/1016
11. Posvátné město Caral-Supe
Sacred City of Caral-Supe
Lokalita s šesti posvátnými kopci je považována za nejstarší duchovní centrum Jižní Ameriky.
2009 
 http://whc.unesco.org/en/list/1269
12. Qhapaq Ñan, andský systém cest
Qhapac Ñan, Andean Road System
Rozsáhlá síť inckých komunikací k obchodním i vojenským účelům. Celková délky 30 000 kilometrů procházející území Argentiny, Bolívie, Chile, Kolumbie, Ekvádoru a Peru. 
2014
http://whc.unesco.org/en/list/1459
13. Archeo-astronomický komplex Chankillo
Chankillo Archaeoastronomical Complex
Pozůstatky sluneční observatoře staré více než 2000 let.
2021 
 http://whc.unesco.org/en/list/1624

## Salvador

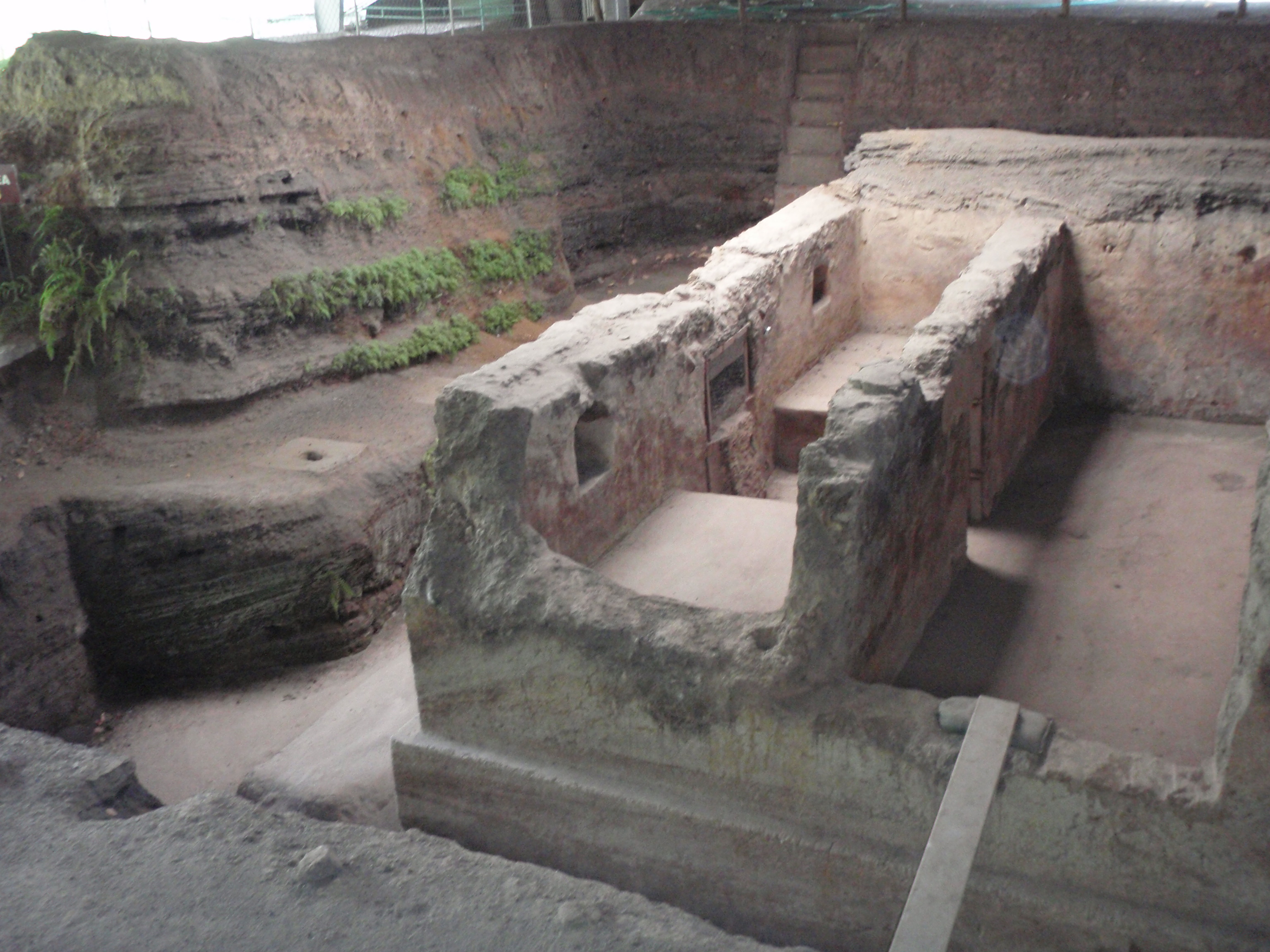
Joya de Ceren

1. Joya de Cerén 
Joya de Ceren Archaeoloical Site
Archeologické naleziště, sídlo předkolumbovské zemědělské komunity, která byla pohřbena při výbuchu sopky kolem r. 600.
1993 
 http://whc.unesco.org/en/list/675

## Surinam

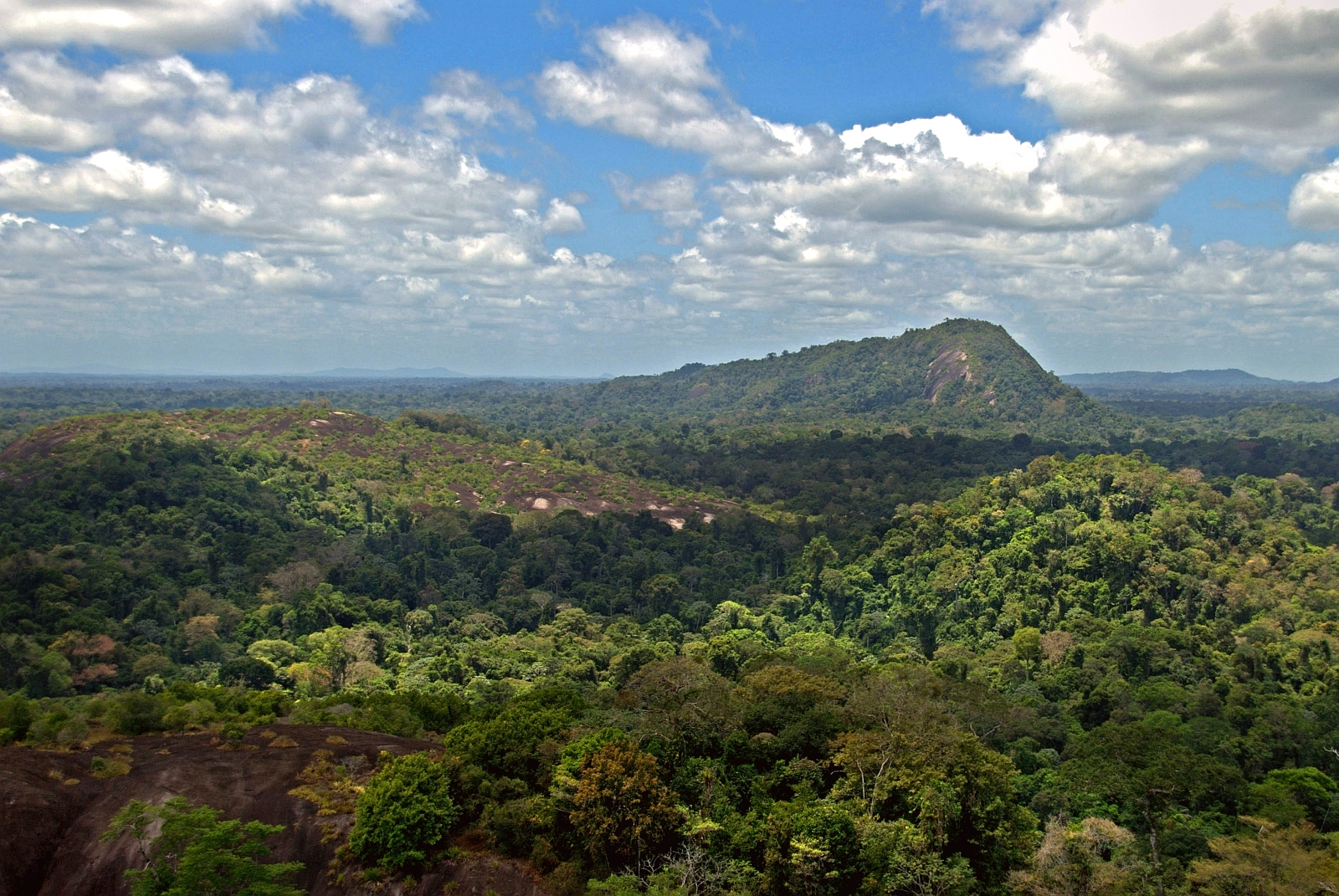
Přírodní rezervace Centrální Surinam

1. Přírodní rezervace Centrální Surinam
Central Suriname Nature Reserve
Rezervace zahrnuje 1,6 miliónů ha většinou pokrytých tropickým pralesem okolo horního toku řeky Coppename.
2000 
 http://whc.unesco.org/en/list/1017
2. Paramaribo – historické centrum
Historic Inner City of Paramaribo
Bývalé holandské koloniální město ze 17. a 18. století.
2002 
 http://whc.unesco.org/en/list/940
3. Osada Jodensavanne a hřbitov Cassipora Creek
Jodensavanne Archaeological Site: Jodensavanne Settlement and Cassipora Creek Cemetery
Jedno z nejstarších židovských sídel na americkém kontinentě
2023 
 https://whc.unesco.org/en/list/1680

## Svatá Lucie

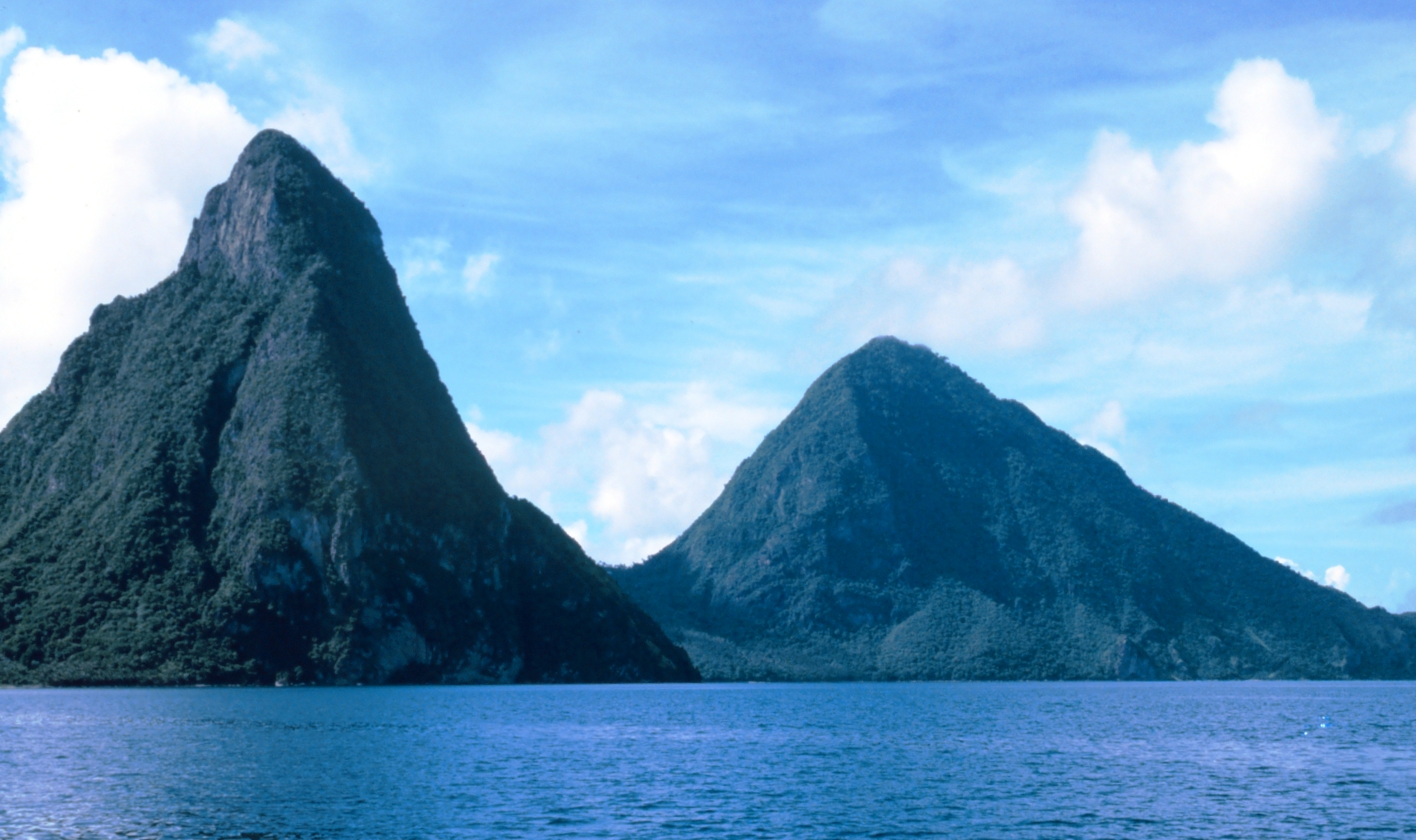
Pitons

1. Oblast Pitons
Pitons Management Area 
Oblast o rozloze 2 909 hektarů poblíž města Soufrière zahrnuje dvě vulkanické věže, které vyrůstají z moře a jsou spojeny hřbetem Piton Mitan. Vulkanický komplex zahrnuje geotermální pole se sirnými fumaroly a horkými prameny. Korálové útesy pokrývají téměř 60 % mořského dna. Biosférická rezervace.
2004 
 http://whc.unesco.org/en/list/1161

## Svatý Kryštof a Nevis

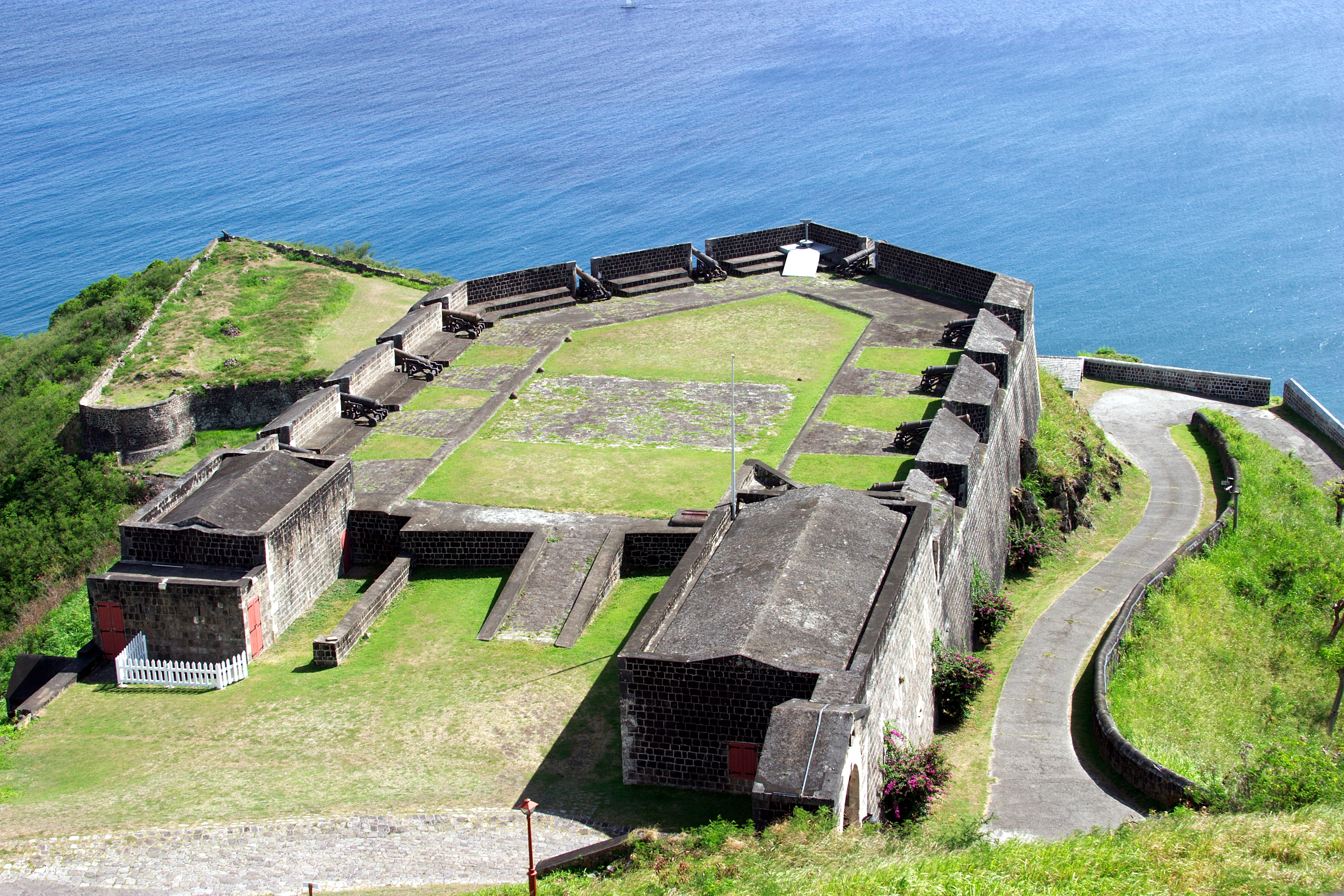
Národní park Brimstone Hill

1. Národní park Brimstone Hill
Brimstone Hill Fortress National Park
Britská pevnost postavená otroky během evropského kolonialního rozmachu v Karibiku.
1999 
 http://whc.unesco.org/en/list/910

## Uruguay

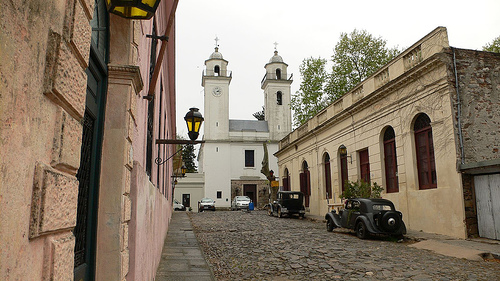
Colonia del Sacramento

1. Colonia del Sacramento
Historic Quarter of the City of Colonia del Sacramento
Historické jádro města, které mělo důležitou strategickou polohu.
1995 
 http://whc.unesco.org/en/list/747
2. Průmyslová kulturní krajina Fray Bentos
Fray Bentos Cultural-Industrial Landscape
Industriální komplex zpracovny masa a přilehlá krajina.
2015 
 http://whc.unesco.org/en/list/1464
3. Práce inženýra Eladia Dieste: kostel v Atlántidě
The work of engineer Eladio Dieste: Church of Atlántida
Cihlová sakrální stavba jako příklad moderní architektury v Latinské Americe.
2021 
http://whc.unesco.org/en/list/1612

## Venezuela

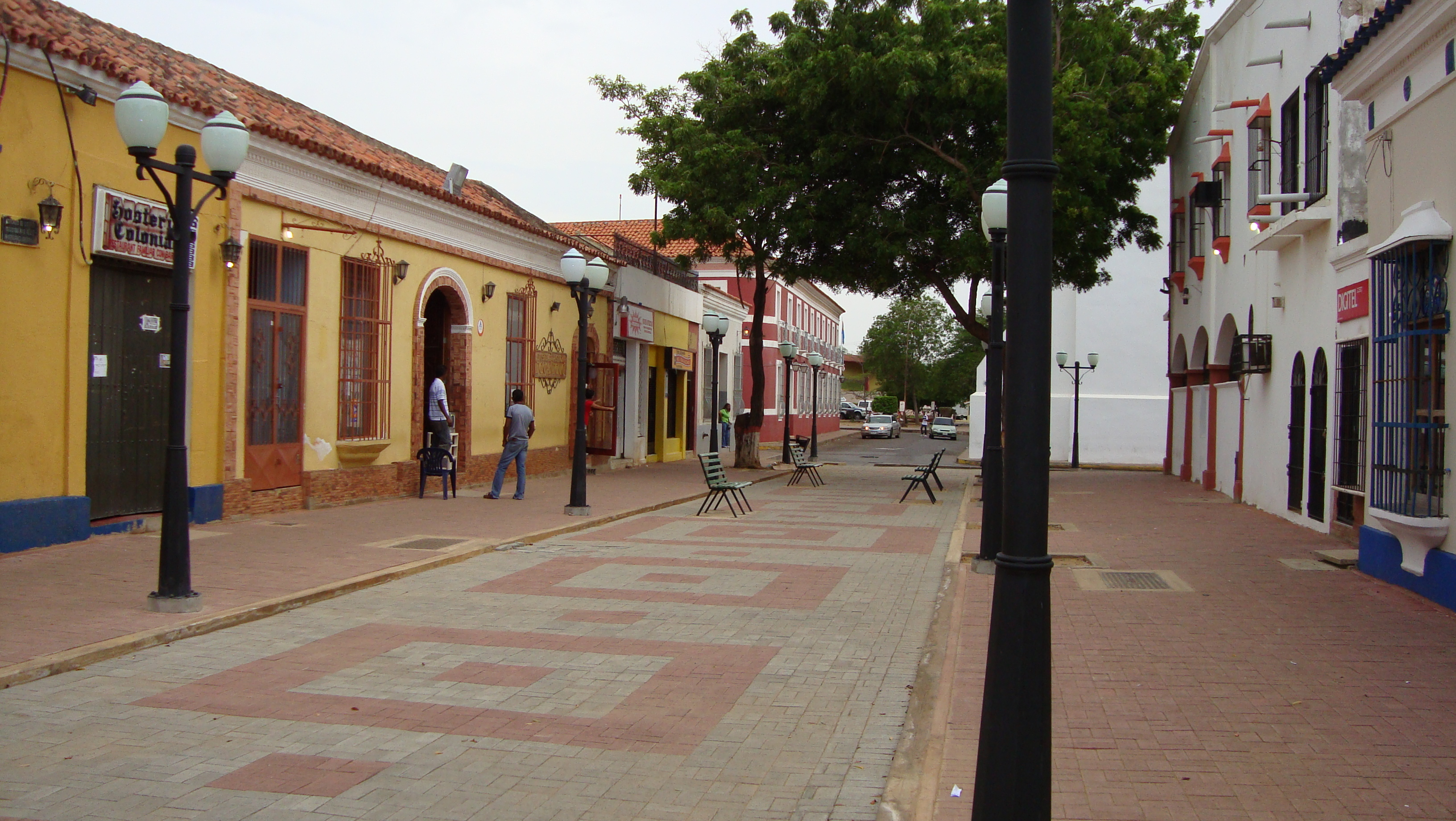
Coro

1. Coro s přístavem
Coro and its Port
Jediný zachovalý příklad míšení místních a evropských tradic.
1993 
 http://whc.unesco.org/en/list/658
2. Národní park Canaima
Canaima National Park
Národní park zahrnuje stolové hory, útesy a největší vodopád na světě.
1994 
 http://whc.unesco.org/en/list/701
3. Univerzitní město v Caracasu
Ciudad Universitaria de Caracas
Postaveno podle návrhu architekta Carlose Raúla Villanueva ve 40. až 60. létech 20. století. Je to vynikající příklad architektury moderního pohybu.
2000 
 http://whc.unesco.org/en/list/986